# Jersey
Jersey (en inglés: Jersey; en francés: Jersey; en jerseyés, Jèrri), oficialmente Bailía de Jersey (en inglés: Bailiwick of Jersey; en francés: Bailliage de Jersey; en jerseyés, Bailliage dé Jèrri), es una dependencia de la Corona británica ubicada en el canal de la Mancha, específicamente al oeste de las costas de Normandía, Francia. El territorio comprende la isla de Jersey (que constituye la mayor parte) y una serie de archipiélagos deshabitados, como Les Minquiers, Les Écréhous y Les Pierres de Lecq, entre otros. Jersey forma parte del archipiélago de las islas del Canal, del cual también forma parte el bailiazgo de Guernsey.
Aunque la isla no forma parte del Reino Unido, ni de la Unión Europea o del Espacio Económico Europeo, su representación internacional, defensa y buen gobierno son responsabilidad del Gobierno del Reino Unido. Así, hasta la salida del Reino Unido de la UE, pertenecía a la Unión Aduanera de la Unión Europea, de acuerdo con el Protocolo 3 de la Ley de Adhesión (1972) del Reino Unido, por lo cual se beneficiaba del libre movimiento de bienes industriales y agriculturales. Como miembro del Common Travel Area (CTA), se permitía, así mismo, la libre circulación de ciudadanos del Espacio Económico Europeo.
Tiene una población de 97 857 personas en 2011 y la capital es Saint Helier.
En el año 933, la isla fue anexionada al Ducado de Normandía. Cuando en 1066 los normandos invadieron Inglaterra, Normandía e Inglaterra quedaron unidas bajo la misma monarquía. Durante la Edad Media, Inglaterra perdió muchas de sus posesiones feudales en el continente europeo pero ha conservado sus islas en el Canal de la Mancha, incluyendo Jersey.
Como la Isla de Guernsey y las otras islas del canal de la Mancha, la economía de Jersey se basa en los servicios financieros, el turismo y la agricultura. La población nativa tiene como lengua madre el francés, más exactamente un subdialecto del dialecto normando; de este modo la población nativa suele llamar a su isla Jèrriais (pronunciación aproximada: yerié). Pero ahora se habla muy poco, ya que el inglés es la lengua más usada hoy en día.
En Estados Unidos, el estado de Nueva Jersey, originalmente fundado como colonia inglesa antes de la independencia estadounidense, tomó su nombre de la isla de Jersey.

## Historia

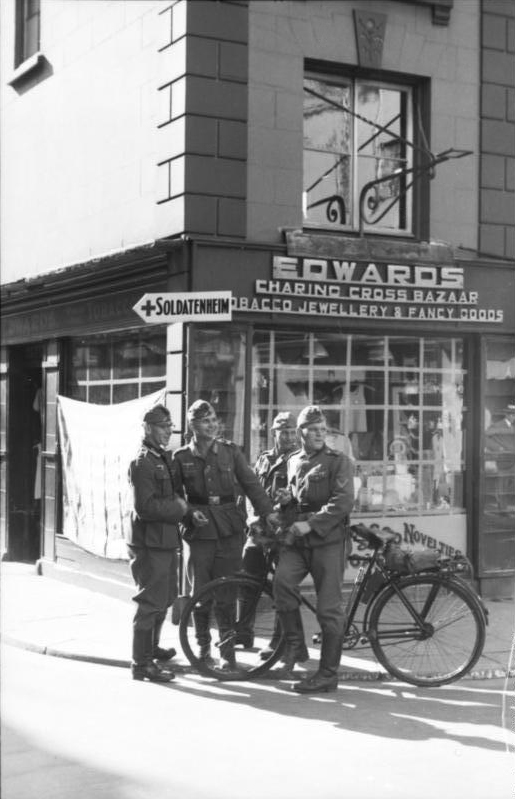
Soldados alemanes en Jersey, durante la ocupación de las Islas del Canal. Estas islas serían la única porción de suelo de la Corona británica ocupada por Alemania.

La historia de Jersey está influida por su posición estratégica entre la costa septentrional de Francia y la costa meridional de Inglaterra. Hace diez mil años la isla formaba parte del continente. Hay restos neolíticos en La Cotte à la Chèvre y paleolíticos en La Cotte de St Brelade.
En Jersey hay restos de un templo romano, que indica asentamientos probablemente como escala en el cruce a la isla de Gran Bretaña (Britannia) durante el Imperio romano.
Se sabe que las islas quedaron bajo la influencia vikinga en el siglo IX y se cree que su nombre hace referencia a un antiguo héroe que vivió en ellas llamado Geirr y que puso el sufijo ey (muy utilizado en los países nórdicos) para indicar su posesión: Islas de Geir. Más tarde las islas pasaron a formar parte del Ducado de Normandía en el 933 y en 1066 fueron anexadas al reino de Inglaterra y dirigidas bajo el reinado de Guillermo I el conquistador. Desde entonces y debido a su situación estratégica siempre han estado ligadas a Inglaterra.
En el Tratado de París de 1259, el rey inglés renunció formalmente a su reivindicación del ducado de Normandía y al título de ducado, y desde entonces las islas han sido territorios internamente autónomos de la Corona inglesa y últimamente de la Corona británica.
El 7 de octubre de 1406, 1000 hombres franceses en armas, liderados por el corsario castellano Pero Niño, invadieron Jersey, desembarcando en la bahía de St Aubin y derrotaron a los 3000 defensores, pero no lograron capturar la isla.
A finales del siglo XVI, los isleños viajaron a través del Atlántico Norte para participar en las pesquerías de Terranova. En reconocimiento por la ayuda que le prestaron durante su exilio en Jersey en el decenio de 1640, el Rey Carlos II de Inglaterra otorgó al vicealmirante George Carteret, alguacil y gobernador, una gran concesión de tierras en las colonias americanas situadas entre los ríos Hudson y Delaware, a las que rápidamente dio el nombre de Nueva Jersey. Ahora es un estado de los Estados Unidos.
Consciente de la importancia militar de Jersey, el gobierno británico ordenó que la bailía fuera fuertemente fortificada. El 6 de enero de 1781, una fuerza de invasión francesa de 2000 hombres se dispuso a tomar la isla, pero solo la mitad de la fuerza llegó y desembarcó. La batalla de Jersey duró alrededor de media hora, con los ingleses defendiendo con éxito la isla. Hubo unas treinta bajas en cada lado, y los ingleses tomaron 600 prisioneros franceses que fueron posteriormente enviados a Inglaterra. Los comandantes franceses fueron asesinados.
El comercio sentó las bases de la prosperidad, ayudado por la neutralidad entre Inglaterra y Francia. El estilo de vida de Jersey incluía la agricultura, la molienda, la pesca, la construcción naval y la producción de productos de lana. Las mejoras en las conexiones de transporte del siglo XIX trajeron el turismo a la isla.
Durante la Segunda Guerra Mundial, algunos ciudadanos fueron evacuados al Reino Unido, pero la mayoría permaneció. Jersey estuvo ocupada por la Alemania Nazi desde el 1 de julio de 1940 hasta el 9 de mayo de 1945, cuando Alemania se rindió. Durante este tiempo los alemanes construyeron muchas fortificaciones utilizando mano de obra esclava soviética y de republicanos o exiliados españoles. Después de 1944, los suministros de la Francia continental fueron interrumpidos por los desembarcos del Día D, y los alimentos en la isla se volvieron escasos. La SS Vega fue enviada a la isla con suministros de la Cruz Roja y noticias del éxito del avance aliado en Europa. Las Islas del Canal fueron uno de los últimos lugares de Europa en ser liberados. El 9 de mayo se celebra el Día de la Liberación de la isla, donde hay celebraciones en la llamada «Plaza de la Liberación».

### Debate sobre la Independencia
La cuestión de una Jersey independiente se ha discutido de vez en cuando en la Asamblea de los Estados. En 2005-2008, un grupo de trabajo de la Asamblea de los Estados examinó las opciones de independencia, llegando a la conclusión de que Jersey «está preparada para hacer frente a los retos de la independencia», sin embargo no formuló recomendaciones. Las propuestas de independencia de Jersey siguen, a día de hoy, debatiéndose fuera de los Estados.
En octubre de 2012, el Consejo de Ministros publicó una «Política común de relaciones exteriores» en la que se señalaba «que la política del Gobierno no es buscar la independencia del Reino Unido, sino más bien asegurarse de que Jersey esté preparada si ello redunda en beneficio de los isleños». Sobre la base de los principios establecidos, el Consejo de Ministros decidió asegurar que Jersey esté preparada para los cambios externos que puedan afectar a la relación oficial de la isla con el Reino Unido y/o la Unión Europea.

### Nombres
- Andium (?) 4e C.[17]
- insula Gersoi 1022/1026.[18]
- insula Gerseii, var. Gersey, Gersei, Gersoii 1042.[19]

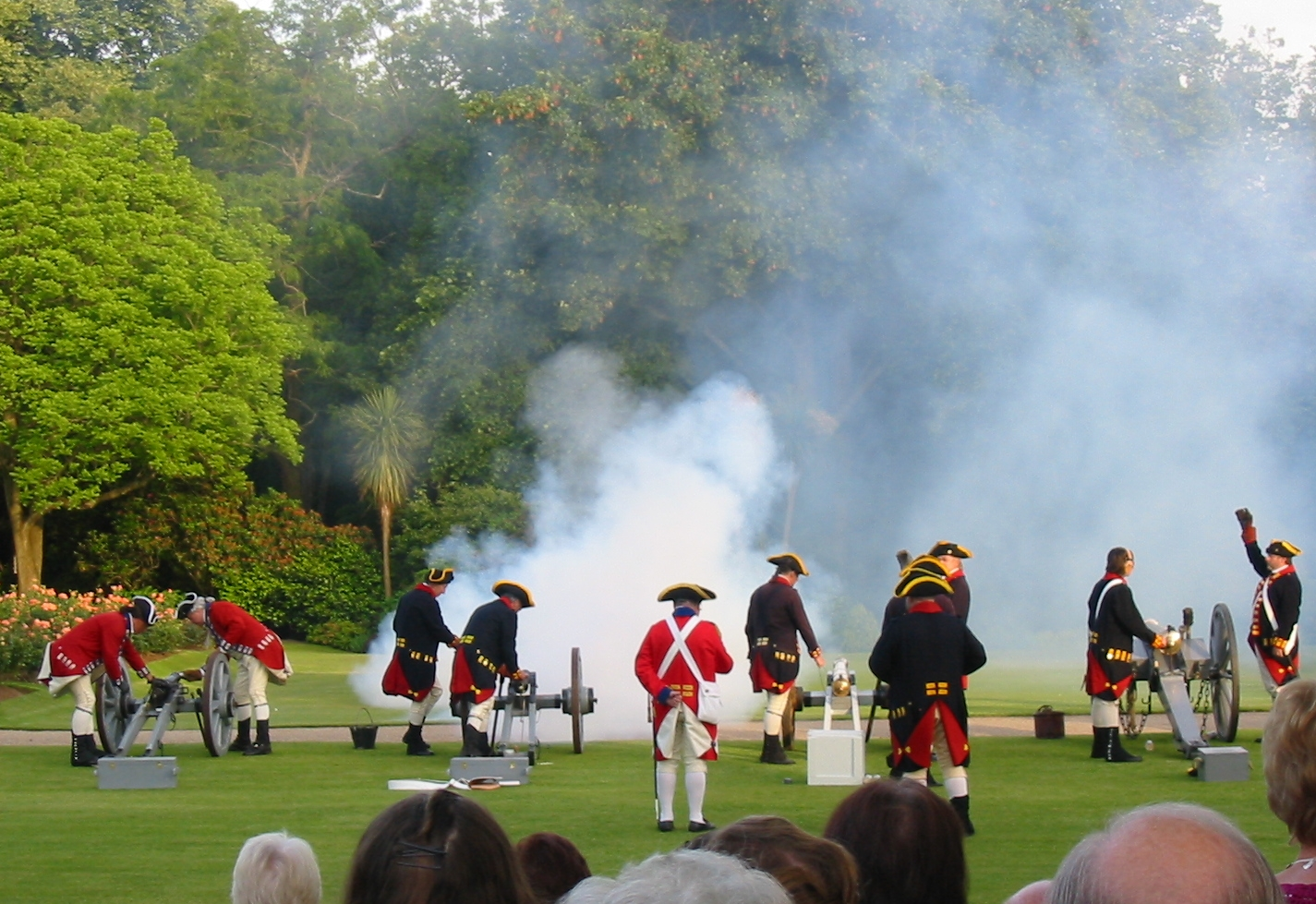
Celebraciones por el cumpleaños de la Reina Isabel II en Jersey en 2008

- Gersus ~1070.[20]
- insula de Gerzoi 1080/~1082.[21]
- insula de Gersoi 1066/1083.[22]
- insula Gersoi 1066/1083.[23]
- l'isle de Gersui 1160/1174.[24]
- in Gersoio 1223/1236.[25]
- Celebraciones por el cumpleaños de la Reina Isabel II en Jersey en 2008Gersuy 1339.[26]
- Gersui 1339.[27]
- insula de Jersey 1372.[28]
- insula de Jereseye 1372.[29]
- insula de Gersey 1386.[30]
- insula […] de Jersey 1419.[31]
- Iarsay [read Jarsay] 1585.[32]
- Jarsey 1693.[33]
- Jerzey 1753.[34]
- Isle de Gersey 1753/1785.[35]
- Jerry 1829.[36]
- Île de Jersey 1854.[37]

## Gobierno y política

### Ley y constitución

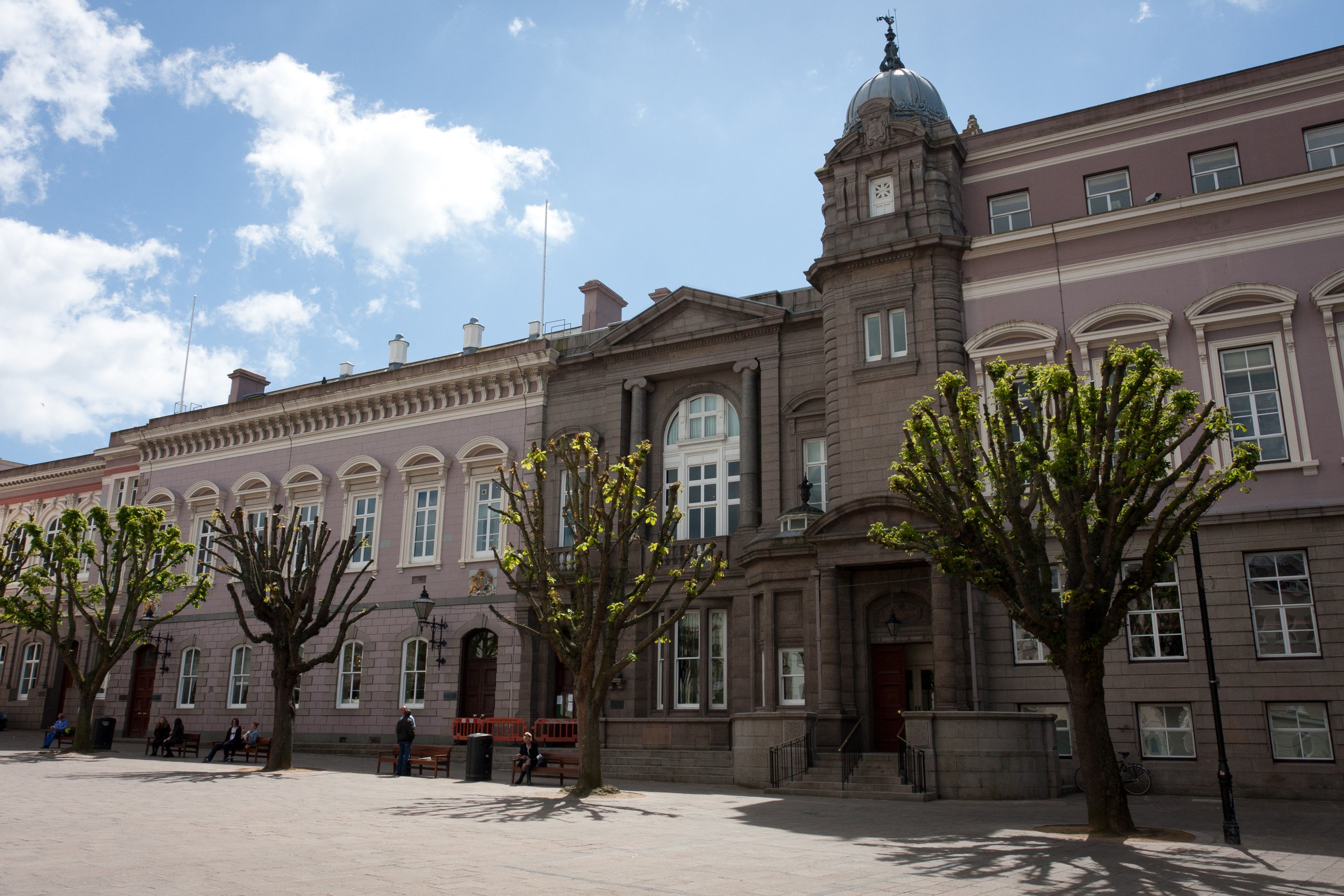
Sede del Parlamento de Jersey (States Chamber; Assemblée des États; Êtats d'Jèrri)

La isla posee un parlamento denominado los Estados de Jersey (en inglés: States of Jersey; en francés: Les États de Jersey). El derecho de autonomía ha existido desde que las Islas de la Mancha son separadas de Normandía continental en 1204. Los Estados fueron fundados después para gobernar la isla, posiblemente durante la ocupación de Jersey por los franceses en el siglo XV. 
Se constituían inicialmente de 36 representantes que respresentaban los "tres estados" - el ley (los Jurats), la iglesia (los rectores) y la gente (los Connétables). En 1771, la legislatura era dado el derecho exclusivo de crear las leyes que gobiernan la isla.
Ahora hay 49 representantes, todos elegidos por el pueblo. Los Connétables son la parte única restante del parlamento original. Hay también 8 senadores y 29 deputados (que representan unos distritos electorales). Todos los miembros de los Estados de Jersey son independientes excepto tres, que pertenecen a Reforma Jersey.
El parlamento elige el primer ministro (en inglés: Chief Minister) y todo el consejo de ministros, que dirigen el Gobierno de Jersey.

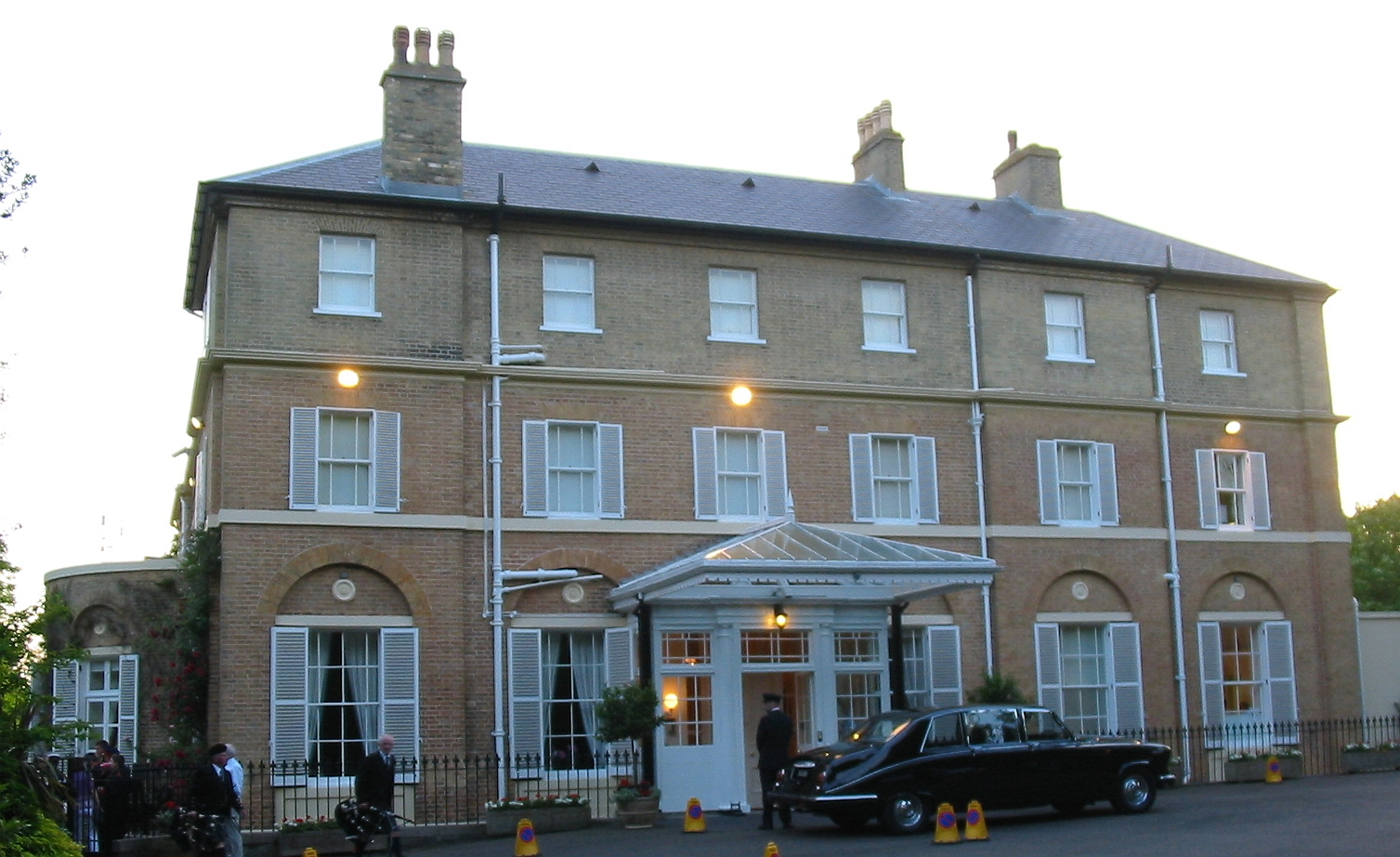
Casa de Gobierno, es la residencia oficial del gobernador de Jersey, representante del Monarca Británico

El presidente de los Estados es un administrador llamado bailío (Bailiff), y el jefe de Estado es el teniente gobernador, que es designado por el rey del Reino Unido. Legalmente Jersey no forma parte integral del Reino Unido, aunque tradicionalmente el rey Carlos III utiliza el título de duque de Normandía en Jersey.
Jersey está dividido en (parroquias civiles); cada una de las cuales tiene un condestable (en inglés, constable; en francés, connétable), elegido por los habitantes.

### Parroquias
Administrativamente, Jersey está dividido en doce parroquias civiles. Todas tienen acceso al mar y tienen el nombre de los santos a los que sus antiguas parroquias religiosas están dedicadas:
- Grouville (históricamente Saint Martin de Grouville; también forma parte Les Minquiers)
- Saint Brélade
- Saint Clement (San Clemente)
- Saint Helier (San Helerio)
- Saint John (San Juan)
- Saint LawrenceSaint Helier, Jersey

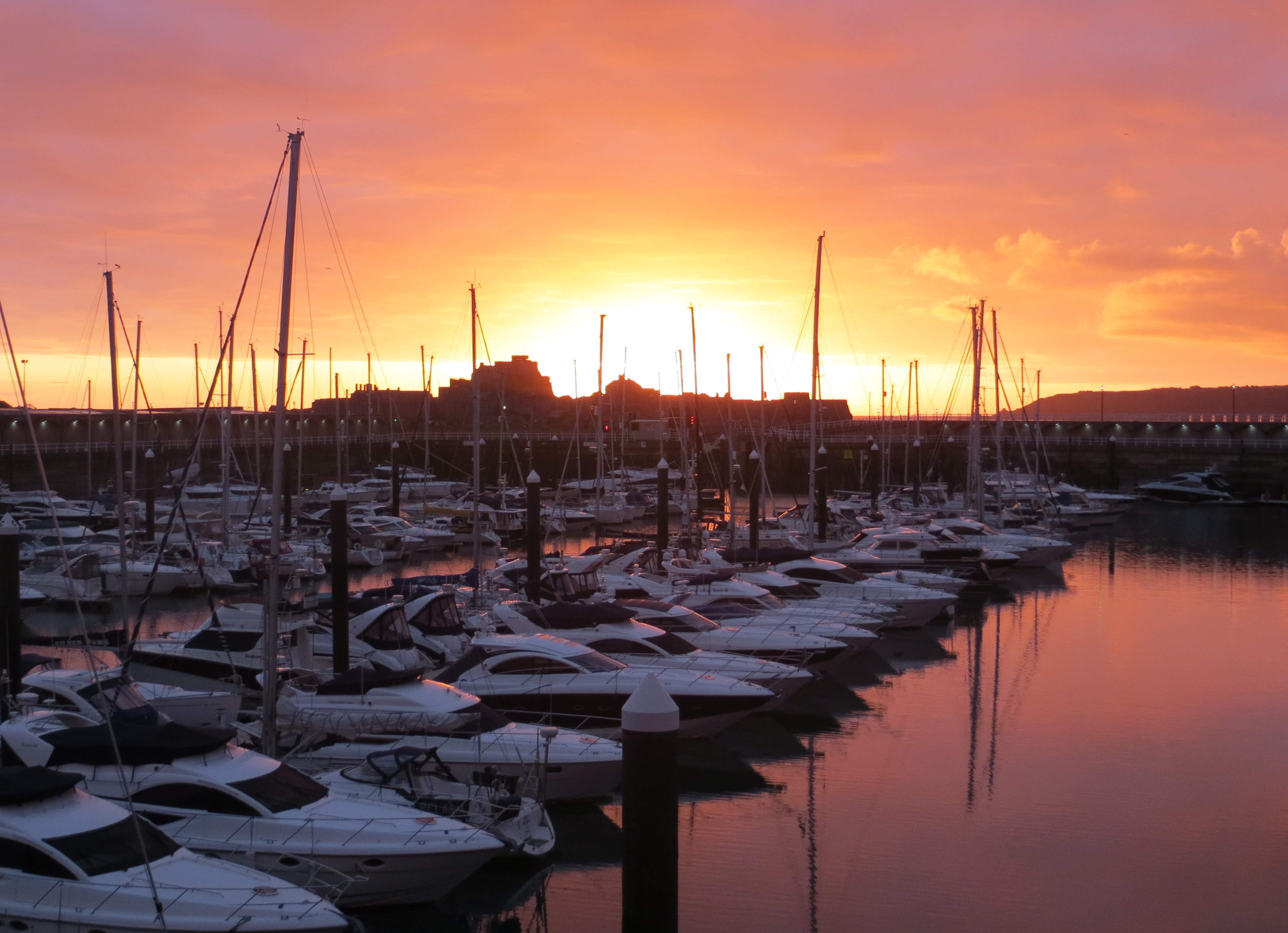
Saint Helier, Jersey

- Saint Martin (históricamente Le Vieux; también forma parte Les Écréhous)
- Saint Mary (Santa María)
- Saint Ouen
- Saint Peter (San Pedro)
- Saint Saviour
- Trinity

Las parroquias se dividen en vingtaines o en cueillettes (en Saint Ouen). Las divisiones históricas son hoy en día utilizadas para fines de la administración local y circunscripción electoral.

Mapa de las parroquias de Jersey.

El condestable (Connétable) es el jefe de cada parroquia, que es elegido en una elección por un período de tres años para el funcionamiento de la parroquia y para representar al municipio. El Procureur du Bien Público (dos en cada parroquia) es el representante legal y financiero de la parroquia (elegidos en una elección, desde 2003, de conformidad con las elecciones públicas de 2003). Un Procureur du Bien Público es elegido por un mandato de tres años como un administrador de los fondos y los bienes de la parroquia, y están facultados para aprobar contratos en nombre de la parroquia siempre que así se autorice por una Asamblea Parroquial. La Parroquia de la Asamblea es el órgano de toma de decisiones del gobierno local en cada parroquia, que consta de todos los votantes que tienen derecho a voto de la parroquia.
Cada parroquia elige a su propia fuerza de policía de Honor, compuesta por Centeniers, Vingteniers y un Constable de la Mesa. Los Centeniers son elegidos en una elección dentro de cada parroquia, por un período de tres años para llevar a cabo los actos de la policía dentro de la parroquia. El Centenier es el único funcionario autorizado para cobrar la fianza a los delincuentes. Anteriormente, los altos Centenier de cada parroquia debían tener título de jefe de policía para poder llevar esto a cabo, y cuando el Alguacil no pudo asistir a una sesión de los estados esta función fue abolida.

### Relaciones Internacionales
Aunque la representación diplomática está reservada a la Corona británica, Jersey ha desarrollado su propia identidad internacional en los últimos años. Negocia directamente con gobiernos extranjeros en asuntos de la competencia del Gobierno de Jersey. Jersey mantiene la Oficina de las Islas Anglonormandas en Caen, Francia, una representación permanente no diplomática. Una oficina similar, la Maison de Normandie en St. Helier, representa al Consejo General de la Mancha y al Consejo Regional de Normandía. También alberga el Consulado de Francia. En julio de 2009, se propuso un túnel en las Islas del Canal para conectar Jersey con la Baja Normandía.
Jersey es miembro del Consejo Británico-Irlandés, de la Asociación Parlamentaria del Commonwealth y de la Assemblée parlementaire de la Francophonie. Jersey quiere convertirse en un miembro de pleno derecho de la Commonwealth por derecho propio.

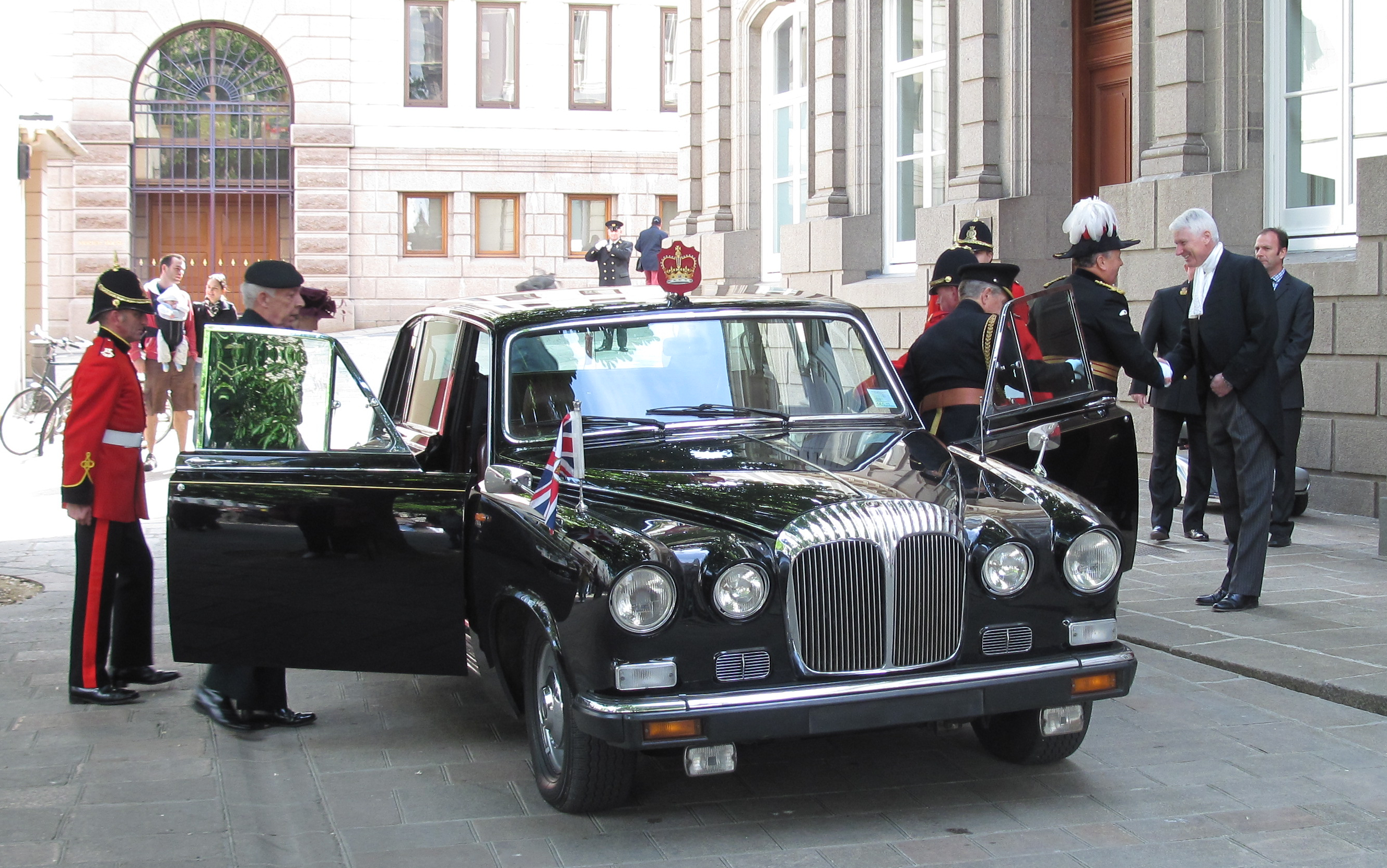
Día de la Liberación 2010: El vicegobernador, tras llegar a la Plaza Real en su coche oficial, saluda al Bailío de Jersey.

### Elecciones
En Jersey se celebran elecciones a la Asamblea del Estado y a las parroquias. A lo largo de los años se han formado varios partidos en Jersey, pero pocos candidatos se presentan a las elecciones afiliados a algún partido político. En todas las elecciones de Jersey se utiliza el sistema de votación por mayoría simple. En 2008, la edad para votar se redujo a 16 años.
Jersey elige una asamblea legislativa. Desde noviembre de 2011, la Asamblea de los Estados tiene 51 miembros electos: 10 Senadores (elegidos en toda la isla), 29 Diputados (elegidos en circunscripciones uninominales y plurinominales) y 12 Connétables (jefes de las parroquias).
El mandato normal de los miembros electos de los Estados es de cuatro años, aunque los miembros elegidos en octubre de 2011 y octubre de 2014 ejercieron sus funciones durante periodos más cortos. A partir de 2018, las elecciones se celebraron en mayo cada cuatro años.
El cargo de Senador se creó en 1948. En los primeros años de las elecciones al Senado desde 1948, las lealtades parroquiales hacían que los votos oscilaran en torno a los candidatos, siendo Saint Helier -la parroquia más grande y la última en declarar- la que a menudo decidía la elección. Desde la década de 1980, la lealtad de las parroquias a los candidatos locales se ha desvanecido en favor de cuestiones que afectan a toda la isla y es habitual que el patrón de los candidatos ganadores esté claro desde las primeras declaraciones, siendo probable que los votantes del "pueblo" de Saint Helier sólo decidan al candidato en último lugar. Inicialmente, los Senadores ejercían su mandato durante nueve años, pero se redujo a seis en 1966 y a cuatro en 2011.

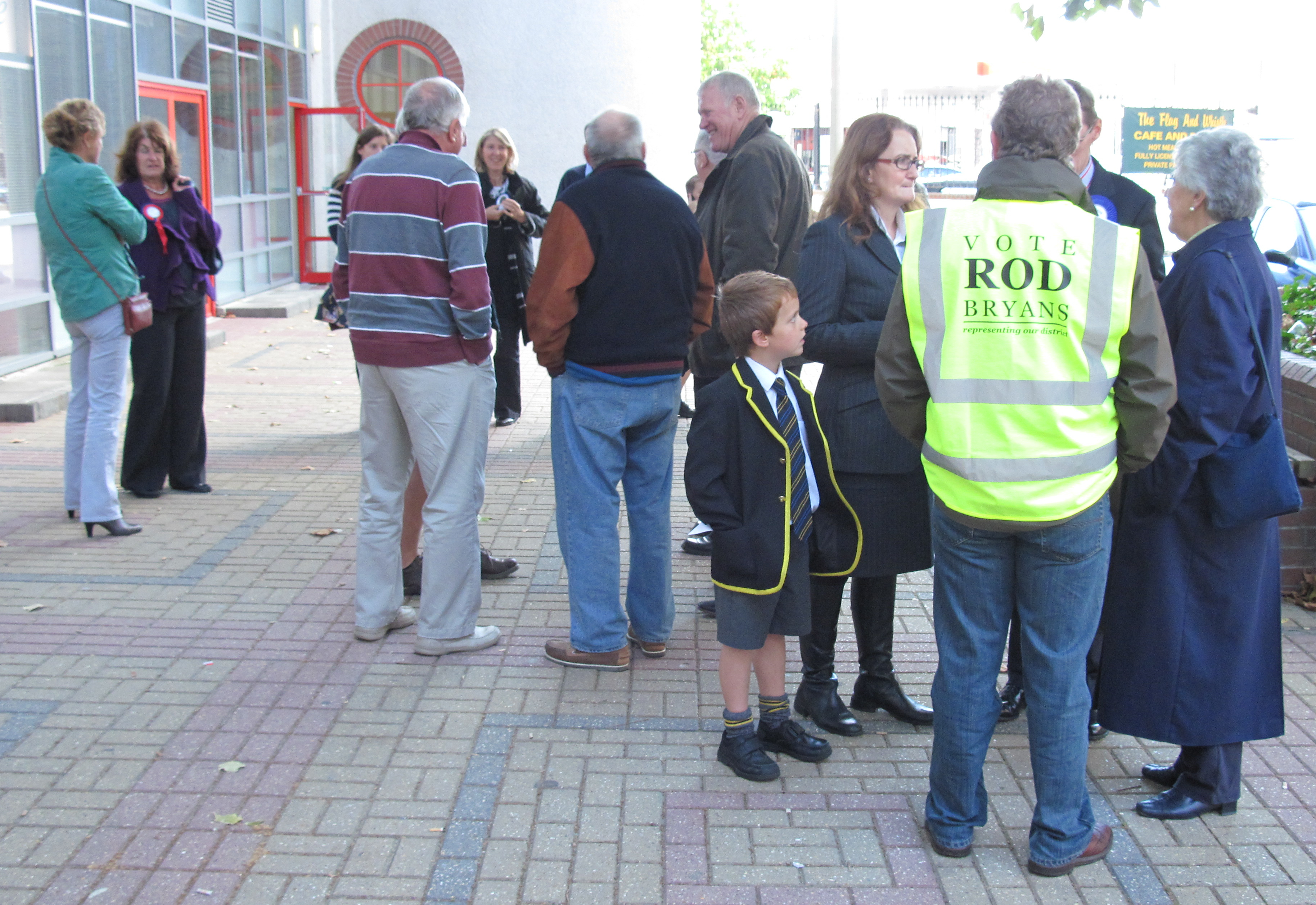
Elecciones generales de Jersey en 2011

El número de senadores se redujó a ocho en las elecciones de octubre de 2014. Como parte de las disposiciones transitorias para este nuevo sistema electoral, los seis senadores elegidos para mandatos de seis años en 2008 no se presentaron a las elecciones de 2011.
Hasta las elecciones de 2008, seis de los 12 escaños senatoriales quedaban vacantes cada tres años en las elecciones celebradas en octubre. Los diputados tenían mandatos de tres años, con elecciones celebradas en noviembre. Por lo tanto, los candidatos a senador derrotados podían presentarse a las siguientes elecciones a diputado. No era infrecuente que un Senador en funciones al que el electorado de la isla denegaba la reelección buscara renovar su mandato en su propia parroquia. Varios candidatos a diputado utilizaron las elecciones senatoriales precedentes como prueba para aumentar su notoriedad pública o, en ausencia de un fuerte vínculo con una parroquia en particular, para ver qué circunscripción de diputado les daba el mayor número de votos para senador. No existía una fecha uniforme para las elecciones a Connétable.
Para ser designado senador, un candidato debe obtener un documento de candidatura firmado por 10 electores válidamente inscritos, incluidos un proponente y un segundo. El proponente y el suplente deben asistir en persona a la Asamblea Electoral ("reunión de nominación") celebrada en el Salón Parroquial de St Helier, presidida por el Comité des Connétables, y el proponente debe leer públicamente el formulario de nominación, incluyendo la declaración de condenas penales del candidato (o de ausencia de condenas penales).

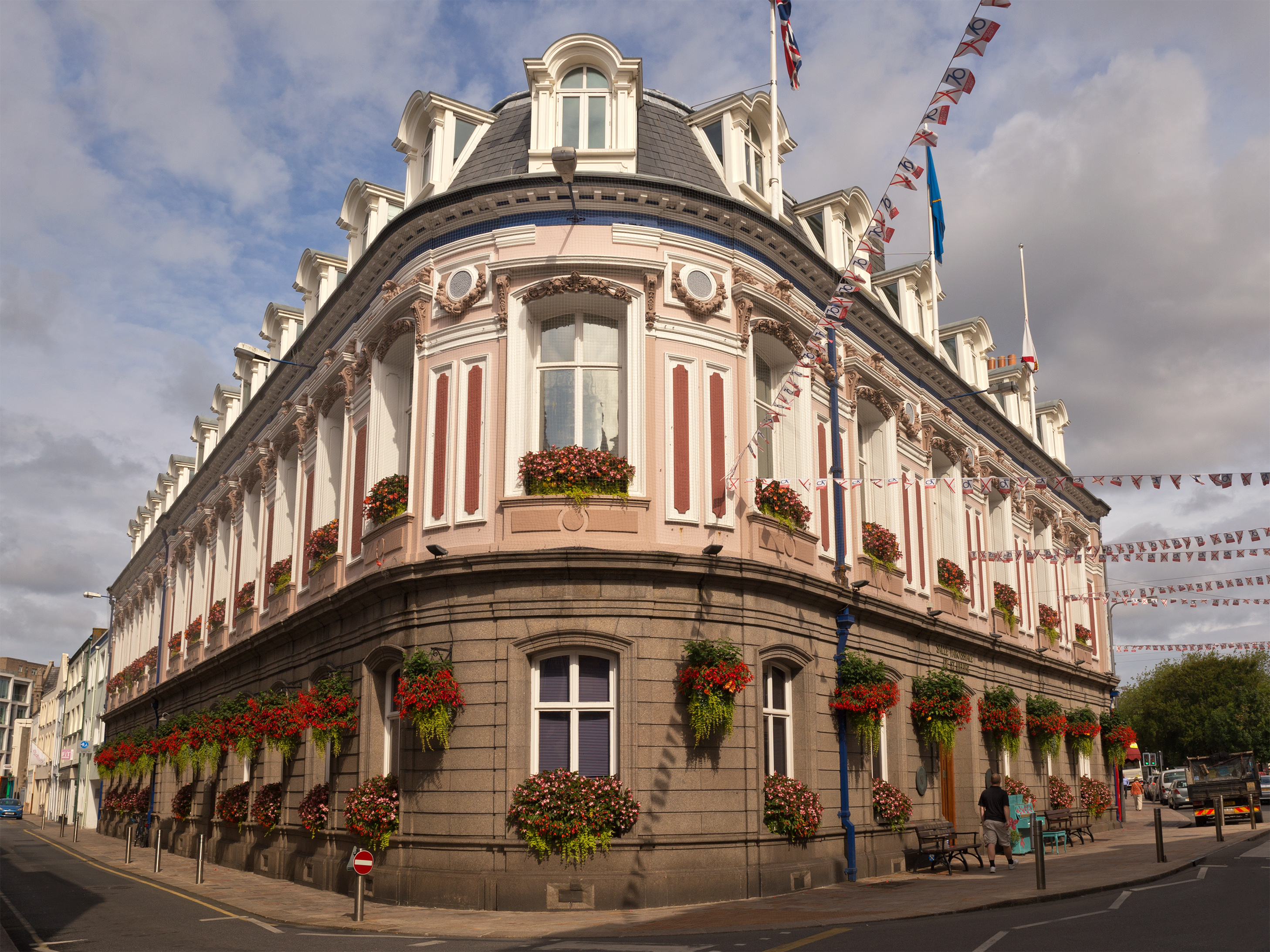
Edificio del Ayuntamiento o Alcaldía de Saint Helier, Jersey

Si el número de candidatos propuestos es superior al de escaños disponibles, se convoca una votación que se celebrará en la fecha fijada por la Corte Real. Si transcurridos 20 minutos no se presentan más candidatos que los escaños disponibles, los candidatos son declarados elegidos sin oposición y no se procede a votación. El Tribunal Real nombra a un autorisé para cada circunscripción para supervisar el escrutinio (normalmente, pero no exclusivamente, un Jurat u Oficial de la Corona). Los resultados de cada parroquia el día de la votación son declarados por el autorisé.
En las elecciones de octubre de 2011, se disputaron cuatro escaños de senador, cada votante disponía de un máximo de cuatro votos no puntuables en un sistema de votación por bloques (sistema pluralista plurinominal). En las elecciones de octubre de 2014, cada elector disponía de ocho votos no puntuables para senador.
El procedimiento para la presentación de candidaturas a diputado sigue el mismo patrón que para las elecciones a senador, con la salvedad de que la papeleta de candidatura debe ir firmada por 10 votantes, incluidos el proponente y el suplente, válidamente inscritos en la circunscripción en la que pretenden presentarse (para las elecciones a senador, la circunscripción es una circunscripción de todas las islas). El proponente y el segundo deben asistir en persona a la Asamblea Electoral ("reunión de nominación") presidida por el Alguacil (o Chef de Policía o Procureur du Bien Public) de la parroquia respectiva celebrada en el salón parroquial de la parroquia respectiva (Salón Público en el caso de San Martín) u otro lugar que se especifique.
En el caso de las parroquias divididas en más de una circunscripción electoral, las candidaturas se aceptan en la Asamblea Electoral por circunscripción, debiendo durar las candidaturas de cada circunscripción al menos 20 minutos (véanse los artículos sobre cada parroquia para las circunscripciones electorales).
En las circunscripciones uninominales, la elección se realiza por mayoría simple. En las circunscripciones plurinominales, el sistema es el del escrutinio en bloque, análogo al de las senatoriales.

### Partidos Políticos

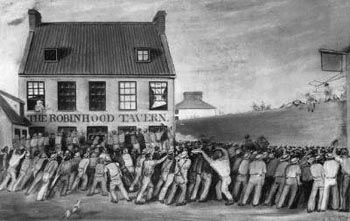
Disturbios del pan en St Helier Jersey Islas del Canal en 1847

Históricamente, dos partidos han dominado la política de Jersey. En la década de 1770 se formó el partido Jeannot, en torno al abogado radical y Connétable Jean Dumaresq, que se oponía a la cábala de Jurats que rodeaba al teniente alguacil Charles Lemprière (cuyos partidarios pasaron a conocerse como el partido Charlot). Los Jeannots adoptaron rápidamente el apodo de Magots (ácaros del queso) después de que sus adversarios se jactaran de pretender aplastarlos como ácaros.
Dumaresq creía en la reforma política y fue uno de los primeros ejemplos de liberal. Creía en la reforma democrática: que los Estados debían tener conferido el poder ejecutivo y estar compuestos por diputados elegidos democráticamente.
Tras las guerras napoleónicas, los partidos seguían existiendo. St Ouen dotó a cada partido de un emblema y un nombre: los Charlots (los Conservadores, con una rosa) y los Magots (los Progresistas, con una hoja de laurel).
El simbolismo pronto se arraigó hasta el punto de que los jardines mostraban las lealtades de sus propietarios, y la pintura rosa o verde también mostraba las simpatías políticas. Todavía hoy, en Jersey, la presencia de laureles o rosaledas en las casas antiguas da una pista de la adhesión partidista de sus antiguos propietarios, y la silla del Condestable de Saint Helier, en la Sala de Juntas del Salón Parroquial, aún luce las rosas talladas de un antiguo titular.
Con el fin de ayudar a controlar el voto en Jersey, no era extraño que los ciudadanos se encontraran varados en los Écréhous hasta después de que se hubiera celebrado la votación. En el momento de la introducción del voto secreto en 1891, la política partidista había disminuido.
Los azules y los rojos disputaron las elecciones locales hasta la década de 1920, pero la política de partidos en toda la isla permaneció inactiva hasta las elecciones posteriores a la Ocupación bajo la nueva Constitución de 1948.

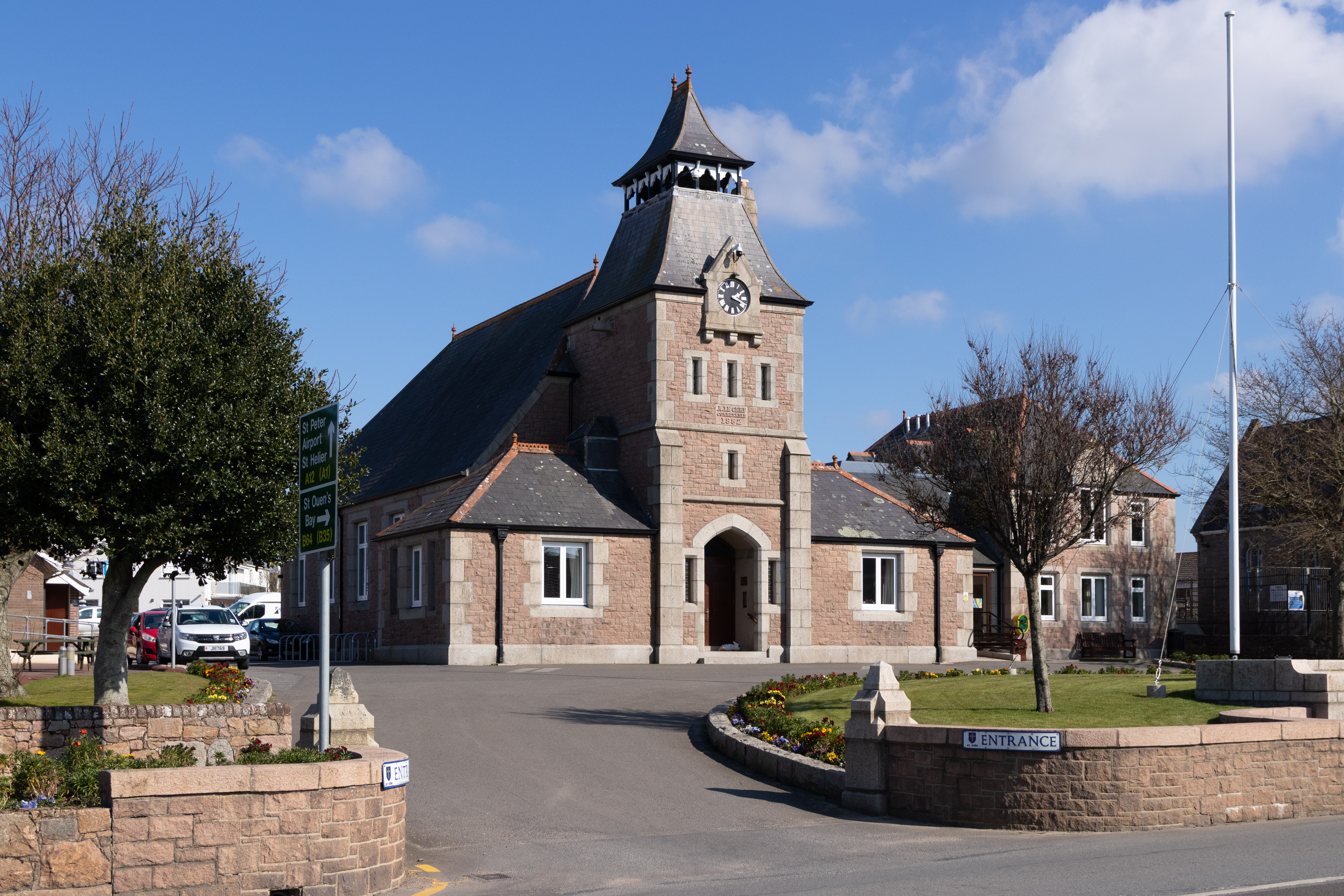
Ayuntamiento o Alcaldía de St. Ouen

En las primeras elecciones celebradas bajo la nueva Constitución se produjo una lucha por el dominio entre el Movimiento Democrático de Jersey y el Partido Progresista de Jersey, liderado por Cyril Le Marquand. Tras lograr las reformas políticas que propugnaba, el Partido Progresista pronto se disolvió como organización, mientras que el Movimiento Democrático, que incorporaba al minúsculo Partido Comunista de Jersey, siguió existiendo como movimiento social de campaña hasta finales del siglo XX.
La perspectiva de un gobierno ministerial y la creación de un ejecutivo y una oposición, llevó a la formación de dos partidos políticos -la Alianza Democrática de Jersey y el Partido del Centro- como preparación para las elecciones de 2005. Un grupo llamado "Elect Jersey 2005" trabajó para ayudar a algunos candidatos independientes a prepararse para las elecciones. Ninguno de los candidatos afiliados al partido tuvo éxito en las elecciones al Senado de octubre; tres miembros de la JDA que se presentaban como independientes fueron elegidos diputados en noviembre de 2005 junto con dos miembros del Partido del Centro que se habían presentado igualmente como independientes. El Partido del Centro se disolvió en 2007.
En 2008 se promulgó una ley que obligaba a registrarse a los partidos políticos que quisieran apoyar a candidatos a senador, diputado o Connétable.
En las elecciones a senadores de 2008, el JDA presentó dos candidatos, dos candidatos se presentaron como miembros del grupo de campaña "Jersey 2020" (centrado en cuestiones medioambientales) y dos por "Time4Change/Reform": ninguno tuvo éxito. En las siguientes elecciones a diputados, cuatro candidatos del JDA tuvieron éxito, pero tres de ellos abandonaron posteriormente el partido y siguieron presentándose como independientes. En agosto de 2011, el JDA anunció que los miembros del partido se presentarían solo como independientes en las elecciones de octubre de 2011. En noviembre de 2011 se formó en la isla una rama de los "Demócratas Liberales en el Extranjero".

El 4 de julio de 2014, Reform Jersey se convirtió en el único partido político de Jersey al registrarse en el Tribunal Real. El partido concurrió a las elecciones generales de 2014, en las que resultaron elegidos 3 de sus 8 candidatos. En 2021, se registró otro partido político, el Partido del Progreso. En 2020, se registró el partido de los conservadores liberales de Jersey.

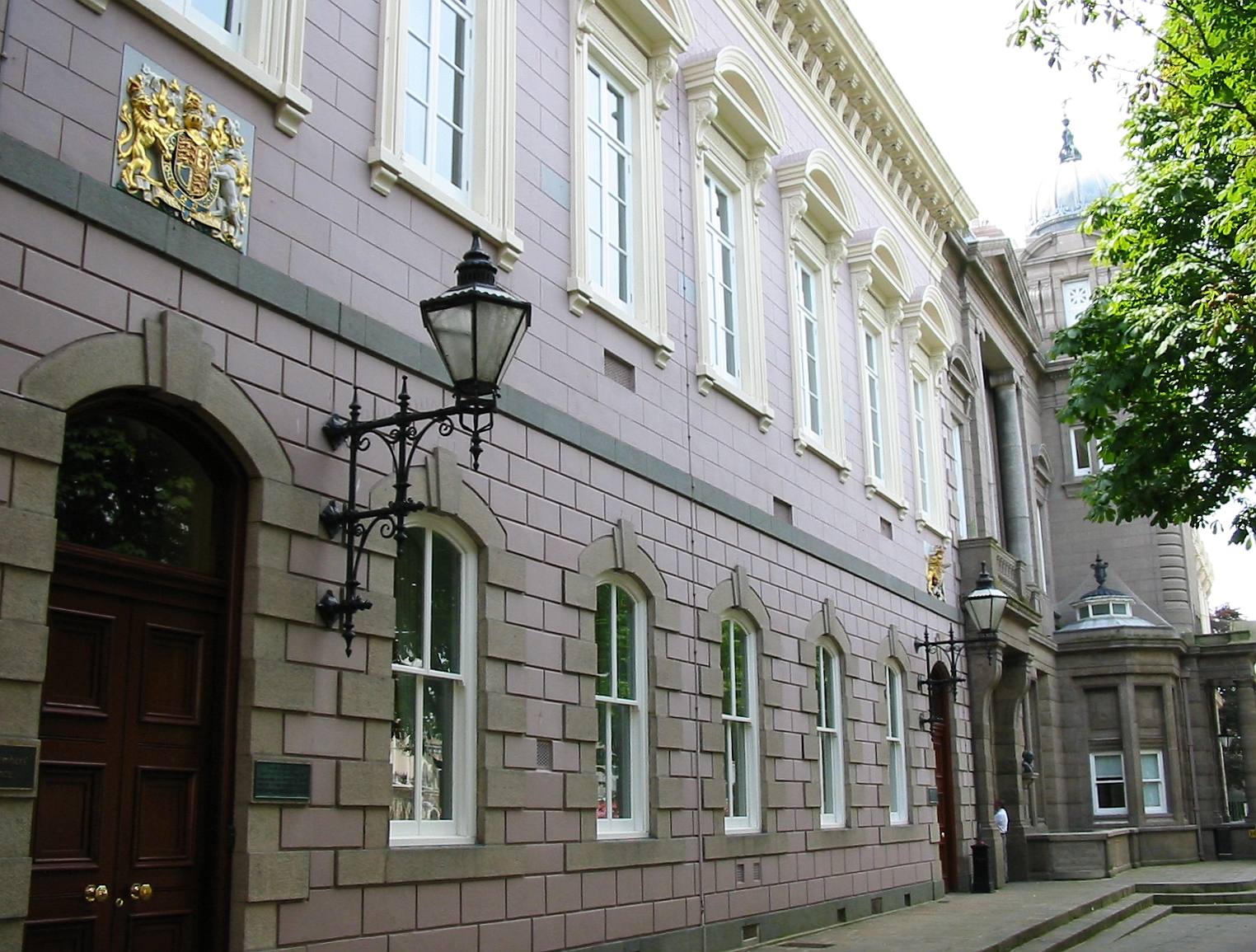
Edificio de la Corte Real en Saint Helier Jersey

### Sistema de Justicia
Los Tribunales de Jersey son responsables de la administración de justicia en la Bailía de Jersey, una de las Islas del Canal. Aplican la ley de la Isla, que es una mezcla de derecho consuetudinario y legislación aprobada por el poder legislativo, la Asamblea de los Estados.
El tribunal principal es el Royal Court, que existe desde el siglo XIII y ejerce tanto la jurisdicción civil como la penal. Otros tribunales, como el Tribunal de Magistrados, que se ocupa de asuntos penales menores, y el Tribunal de Apelación, que conoce de las apelaciones del Tribunal Real, se han incorporado más recientemente al sistema jurídico de la isla. También existen varios tribunales especializados.
Antes de 1949 no había tribunales de apelación en Jersey (ni en Guernsey). El Comité Judicial del Consejo Privado podía conocer de las apelaciones, pero esto sólo era posible si se concedía un permiso especial y no era de derecho. Se consideró que, especialmente en los casos penales, esto no era satisfactorio. Por consiguiente, en 1949 el Rey Jorge VI dictó una Orden en Consejo por la que se creaba el Tribunal de Apelación de las Islas Anglonormandas, que se ocuparía de las apelaciones tanto de Jersey como de Guernsey. Sin embargo, pronto se comprendió que un tribunal conjunto no funcionaría y el Tribunal de Apelación de las Islas Anglonormandas nunca llegó a funcionar. Finalmente fue sustituido por Tribunales de Apelación independientes en cada uno de los dos bailíos.
El Tribunal de Apelación de Jersey se creó finalmente en 1961 y se reúne unas seis veces al año. Los jueces del Tribunal de Apelación son el Bailiff y el Bailiff Adjunto, así como varios King's Counsel del Reino Unido, las Islas Anglonormandas o la Isla de Man. En la actualidad, el Tribunal de Apelación cuenta con 11 jueces, incluido el Bailiff de Guernsey.
El Tribunal de Apelación de Menores está compuesto por el Bailiff y tres miembros del Panel del Tribunal de Menores.
Se pueden presentar otros recursos ante el Comité Judicial del Consejo Privado, pero sólo con autorización especial.

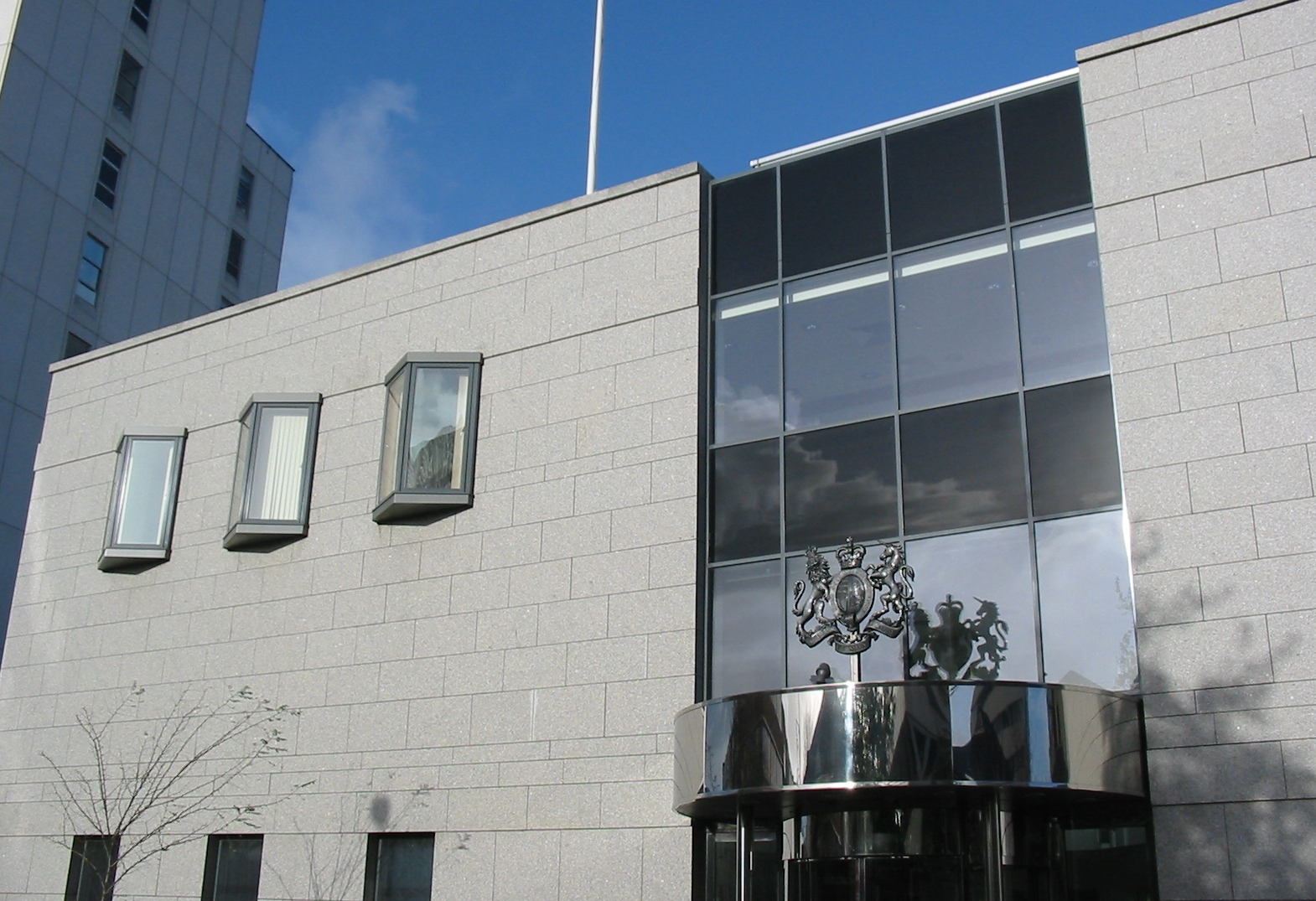
Corte de Magistrados de Jersey

Originada en el siglo XIII, cuando el Rey declaró que Jersey debía continuar siguiendo la ley normanda, la Corte Real es el tribunal principal y más antiguo de Jersey. El Presidente de la Corte es el Bailiff y la Corte está compuesta, por lo demás, por los jurats de la isla. El Tribunal tiene jurisdicción sobre asuntos civiles y penales. El Tribunal Real también lleva a cabo las Visites Royales - inspecciones anuales de cada una de las parroquias.
Los Tribunales de Primera Instancia y de Pequeñas Deudas fueron creados por ley en 1853 para ocuparse de asuntos penales y civiles menores en lugar del Tribunal Real (aunque su jurisdicción es generalmente concurrente con la del Tribunal Real, y no exclusiva). Ambos están presididos por el Magistrado, cargo que fue creado como puesto distinto en 1864. El Magistrado es denominado en el francés de Jersey de la legislación como el Juge d'Instruction, aunque su función no es la misma que el cargo con el mismo título en los sistemas inquisitoriales.
El Magistrate's Court de Jersey se creó originalmente en 1853 con el nombre de Police Court (Tribunal de la Policía) y pasó a denominarse Magistrate's Court (Tribunal de Magistrados) en 1996. El Magistrado puede juzgar cualquier delito penal si considera que la pena apropiada no es superior a un año de prisión o una multa de 10.000 libras esterlinas. Si el Magistrado considera que podría ser apropiada una pena mayor, entonces el caso será remitido al Tribunal Real para su enjuiciamiento. Del mismo modo, si una vez juzgado el caso, el Magistrado decide posteriormente que sus competencias para dictar sentencia son insuficientes, podrá remitir el caso al Tribunal Real para que dicte sentencia.
El Tribunal de Deudas Menores se ocupa de casos civiles en los que el valor de la reclamación no supera las 10.000 libras esterlinas, y también de disputas entre propietarios e inquilinos.
El Tribunal de Menores fue creado en 1994 y está compuesto por el Magistrado y dos miembros del Panel del Tribunal de Menores (que es nombrado por el Número Superior del Tribunal Real). Se reúne en privado (aunque la prensa puede estar presente) y se ocupa de los casos en que el acusado es menor de 18 años, a menos que la sentencia probable signifique que el caso debe ser enviado a la Corte Real.

Vista satelital de Jersey.

## Geografía
Jersey es una isla con una superficie de 116 kilómetros cuadrados, incluida la tierra recuperada y la zona intermareal. Está situada en el canal de la Mancha, aproximadamente a 22 km de la península de Cotentin, en Normandía, Francia, y aproximadamente a 161 km al sur de Gran Bretaña. Es la mayor y más meridional de las islas del Canal y forma parte de las islas británicas. Su altura máxima es de 136 m sobre el nivel de la mar en Les Platons.
Aproximadamente 24 % de la isla es urbanizada, 52 % de la superficie es dedicada al cultivo y 18 % es medio ambiente natural. Se media más o menos 9 millas inglesas del oeste al este par 5 millas del norte al sur, lo que la da el apodo "nine-by-five" (nueve por cinco).
El terreno consiste en una meseta que se inclina desde largas bahías arenosas en el sur hasta acantilados escarpados en el norte. La meseta está cortada por valles como la Valle de Saint Peter que corren generalmente de norte a sur.

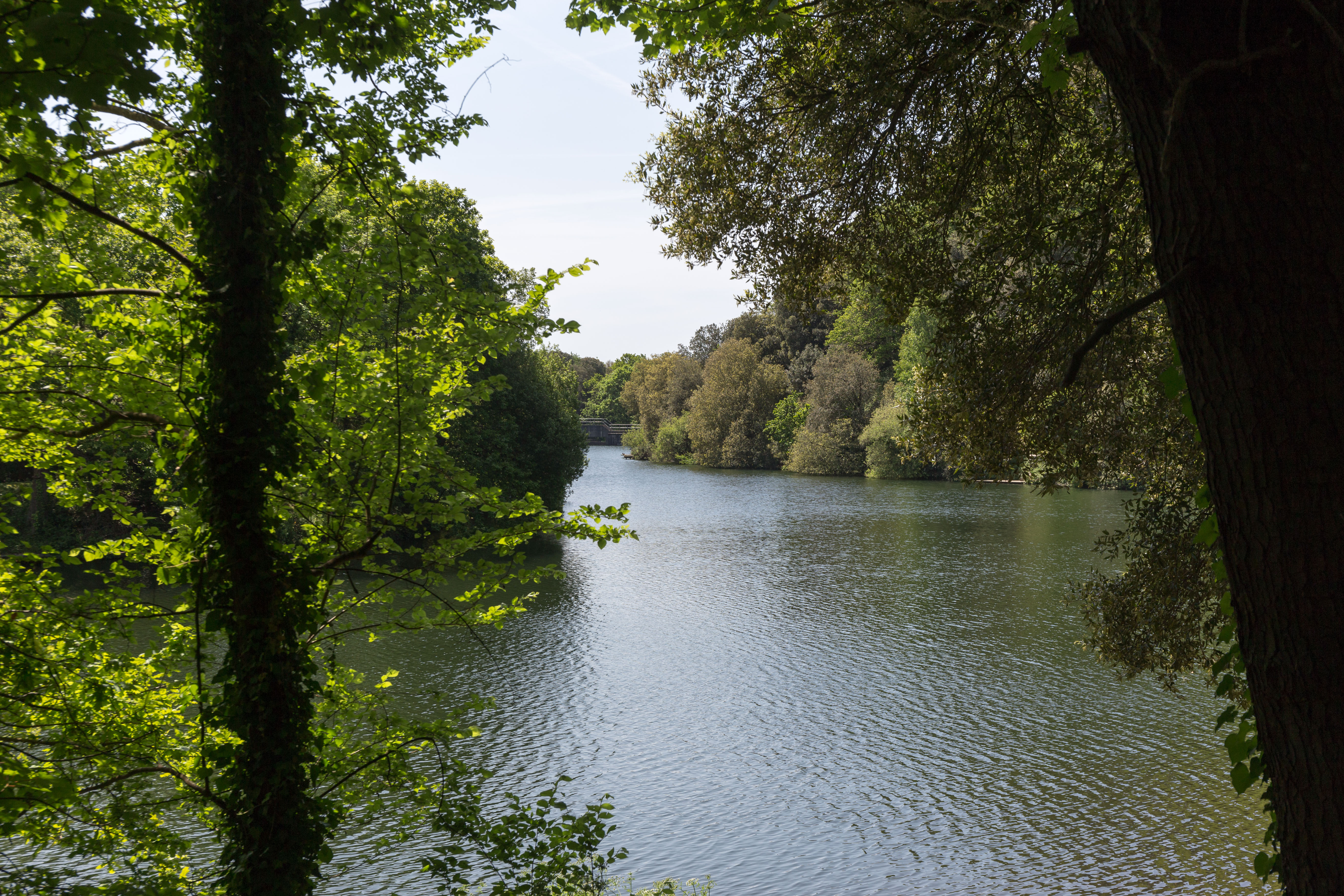
Embalse de Dannemarche

El asentamiento mayor de Jersey es la ciudad de Saint Helier (llamado "town" por los jerseyeses), lo que incluye la parte meridional de la parroquia de Saint Helier y unos barrios vecinos como Georgetown. Saint Helier es la capital jerseyesa y el asiento del gobierno. Es también el centro de la actividad financiera.
Afuera de Saint Helier, hay la ciudad menor de Les Quennevais en Saint Brelade además de un número de pueblos. La costa meridional y la costa oriental son muy urbanizadas. La mayor parte de los isleños viajan al trabajo a Saint Helier.
El costo de la vida en Jersey es muy alto. El índice del precio de alojamiento en Jersey se ha duplicado desde 2002 y el precio de una casa es 567 000 GBP (más que en cualquier región británica incluso Londres).

### Geomorfología
La costa de Normandía ha pasado por varias fases con regresiones y transgresiones marinas.
Durante el Pleistoceno, el nivel del mar se elevó muy por encima del nivel actual. Hace 200 000 años, el nivel del Canal de la Mancha estaba a + 15 m NGF (nivelación general de Francia). Por lo tanto, el territorio de la comuna estaba bajo el agua. La costa estaba entonces a más de 600 kilómetros de la actual.
Hace 20 000 años, el desarrollo de los casquetes polares y de los principales glaciares hizo descender el nivel del mar en poco más de 100 metros.
Este movimiento marítimo de ida y vuelta separó gradualmente las Islas del Canal de la costa de Cotentin. No fue hasta 4000 años antes de nuestra era que Jersey, Chausey y los Minquiers ya no eran accesibles por tierra.

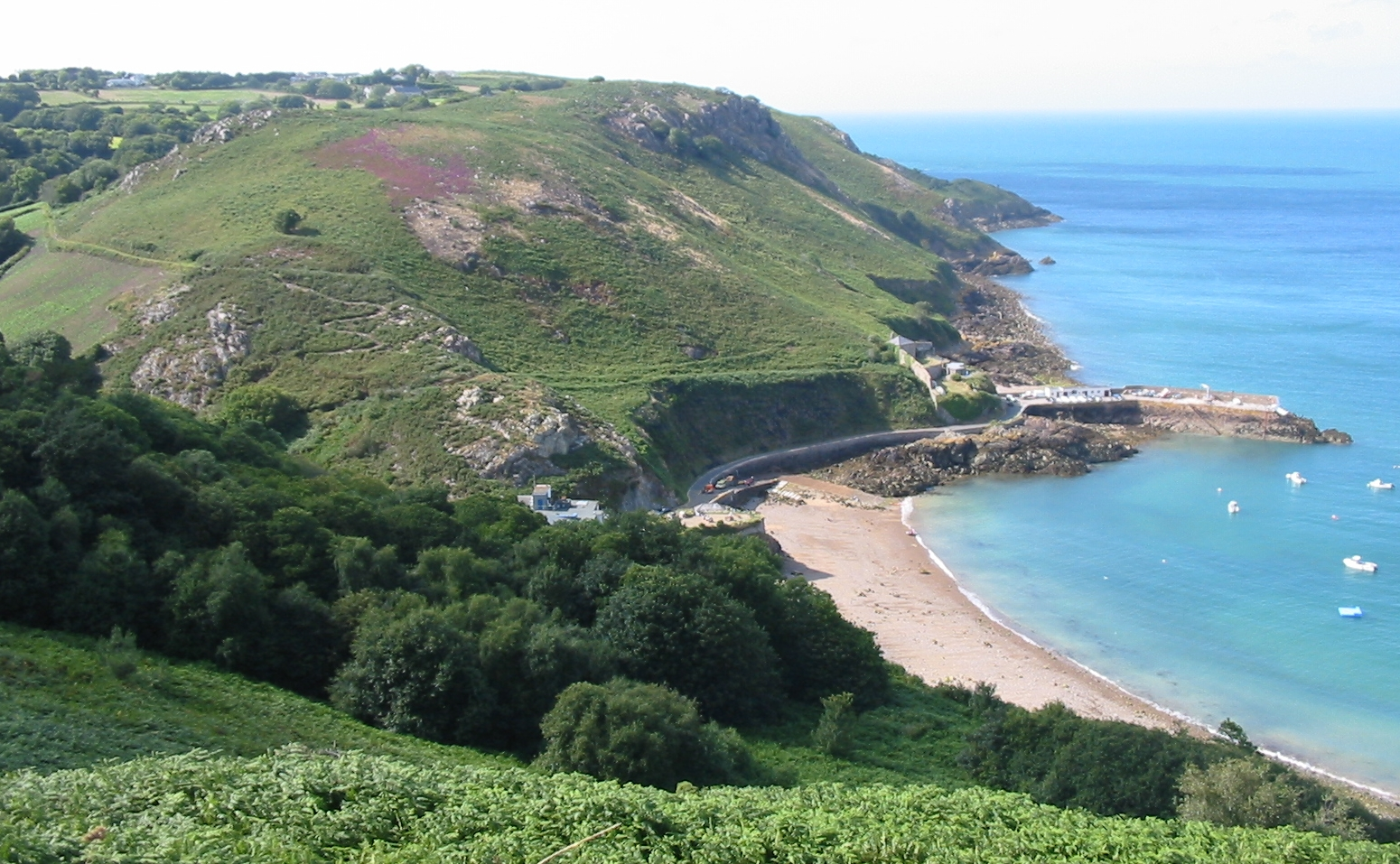
Bahía de Bouley

### Clima

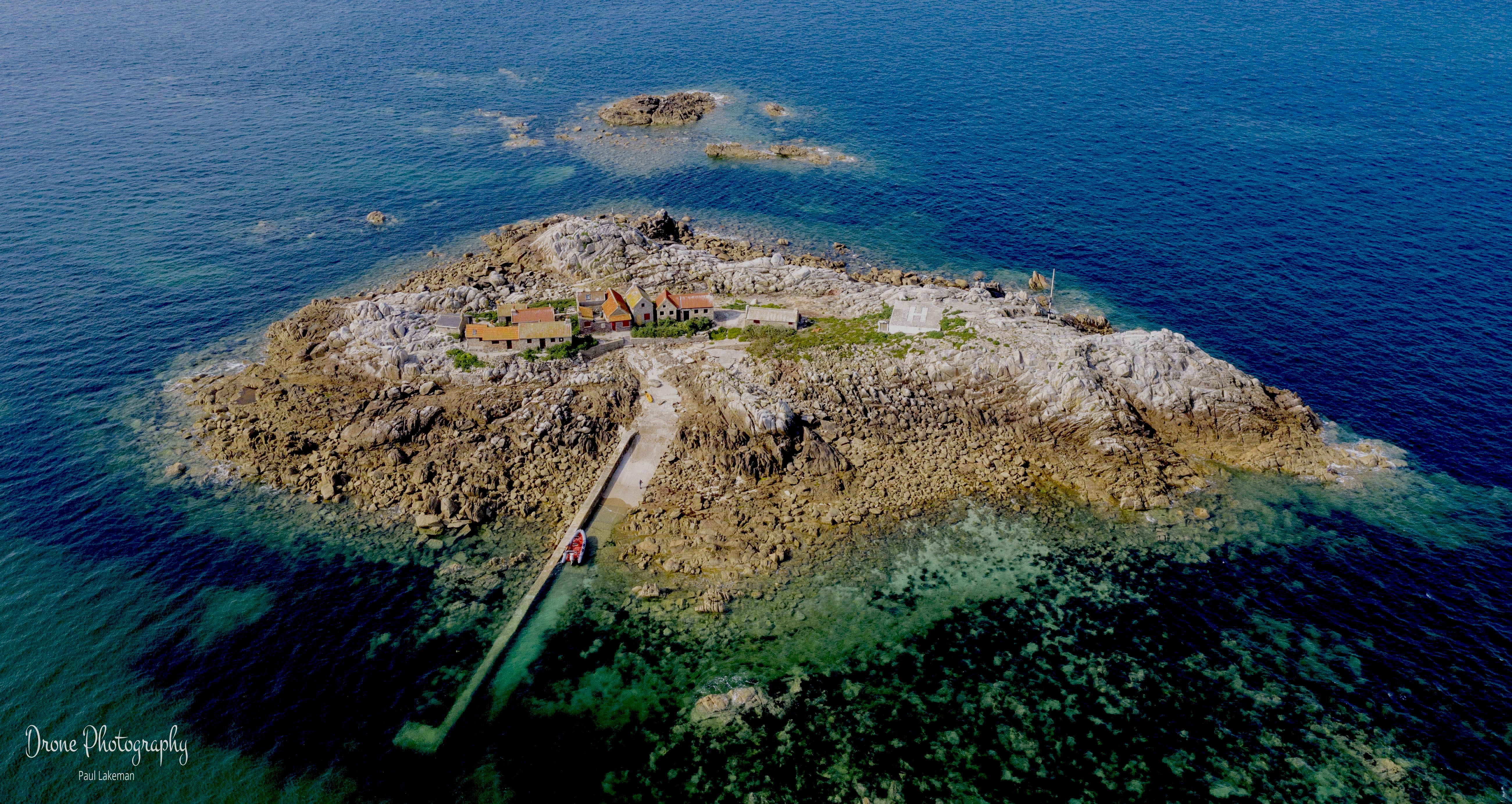
Islotes Les Minquiers en Jersey

El clima es oceánico con inviernos suaves y veranos templados a cálidos.
El Océano Atlántico tiene un efecto moderador sobre la temperatura en Jersey, ya que el agua tiene una capacidad de calor específico mucho mayor que el aire y tiende a calentarse y enfriarse lentamente durante todo el año. Esto tiene una influencia de calentamiento en las zonas costeras en invierno y una influencia de enfriamiento en verano. 
La temperatura más alta registrada fue de 36,0 °C (96,8 °F) el 9 de agosto de 2003 y nuevamente el 23 de julio de 2019, y la temperatura más baja registrada fue de -10,3 °C (13,5 °F) el 5 de enero de 1894. En comparación, las temperaturas más altas se encuentran en la isla de Gran Bretaña, que alcanzó 38,5 °C (101,3 °F) en Faversham, Kent, el 10 de agosto de 2003. El impacto del océano Atlántico y los vientos costeros hacen que Jersey sea ligeramente más fría que las partes meridional y central de Inglaterra durante los meses de verano. La nieve cae raramente en Jersey; ha habido algunos años sin que caiga nieve en absoluto.
| Parámetros climáticos promedio de St Helier, Jersey, Reino Unido | Parámetros climáticos promedio de St Helier, Jersey, Reino Unido | Parámetros climáticos promedio de St Helier, Jersey, Reino Unido | Parámetros climáticos promedio de St Helier, Jersey, Reino Unido | Parámetros climáticos promedio de St Helier, Jersey, Reino Unido | Parámetros climáticos promedio de St Helier, Jersey, Reino Unido | Parámetros climáticos promedio de St Helier, Jersey, Reino Unido | Parámetros climáticos promedio de St Helier, Jersey, Reino Unido | Parámetros climáticos promedio de St Helier, Jersey, Reino Unido | Parámetros climáticos promedio de St Helier, Jersey, Reino Unido | Parámetros climáticos promedio de St Helier, Jersey, Reino Unido | Parámetros climáticos promedio de St Helier, Jersey, Reino Unido | Parámetros climáticos promedio de St Helier, Jersey, Reino Unido | Parámetros climáticos promedio de St Helier, Jersey, Reino Unido |
| Mes                                                              | Ene.                                                             | Feb.                                                             | Mar.                                                             | Abr.                                                             | May.                                                             | Jun.                                                             | Jul.                                                             | Ago.                                                             | Sep.                                                             | Oct.                                                             | Nov.                                                             | Dic.                                                             | Anual                                                            |
| ---------------------------------------------------------------- | ---------------------------------------------------------------- | ---------------------------------------------------------------- | ---------------------------------------------------------------- | ---------------------------------------------------------------- | ---------------------------------------------------------------- | ---------------------------------------------------------------- | ---------------------------------------------------------------- | ---------------------------------------------------------------- | ---------------------------------------------------------------- | ---------------------------------------------------------------- | ---------------------------------------------------------------- | ---------------------------------------------------------------- | ---------------------------------------------------------------- |
| Temp. máx. media (°C)                                            | 9.5                                                              | 9.7                                                              | 10.9                                                             | 13.2                                                             | 16.6                                                             | 19.2                                                             | 21.1                                                             | 21.2                                                             | 19.3                                                             | 15.7                                                             | 11.9                                                             | 10.4                                                             | 14.9                                                             |
| Temp. mín. media (°C)                                            | 4.3                                                              | 4.0                                                              | 5.4                                                              | 6.6                                                              | 9.4                                                              | 11.8                                                             | 14.0                                                             | 14.4                                                             | 12.9                                                             | 10.6                                                             | 7.4                                                              | 5.5                                                              | 8.9                                                              |
| Precipitación total (mm)                                         | 90.4                                                             | 73.6                                                             | 70.8                                                             | 54.4                                                             | 52.0                                                             | 48.6                                                             | 37.0                                                             | 45.6                                                             | 70.3                                                             | 92.2                                                             | 107.9                                                            | 110.5                                                            | 853.3                                                            |
| Días de precipitaciones (≥ 0.2 mm)                               | 19.0                                                             | 15.9                                                             | 16.3                                                             | 13.3                                                             | 12.2                                                             | 10.7                                                             | 9.9                                                              | 10.1                                                             | 13.3                                                             | 17.0                                                             | 19.2                                                             | 19.5                                                             | 176.4                                                            |
| Horas de sol                                                     | 66.6                                                             | 91.6                                                             | 134.0                                                            | 196.5                                                            | 236.7                                                            | 245.4                                                            | 252.7                                                            | 235.3                                                            | 184.6                                                            | 118.8                                                            | 79.9                                                             | 63.2                                                             | 1904.8                                                           |
| Fuente: World Meteorological Organization (UN)                   |                                                                  |                                                                  |                                                                  |                                                                  |                                                                  |                                                                  |                                                                  |                                                                  |                                                                  |                                                                  |                                                                  |                                                                  |                                                                  |

### Islas e islotes
- Les Écréhou
- Les Minquiers
- Pierres de Lecq
- Les Dirouilles

### Recursos naturales
El principal recurso natural de la isla es la tierra cultivable. El 66% de la tierra de la isla se utiliza como tal, y el 34% restante se destina a otros fines.
Existen dos leyes que regulan las tierras agrícolas en Jersey: La Ley de Tierras Agrícolas (Control de Ventas y Arrendamientos) (Jersey) de 1947 y la Ley de Protección de Tierras Agrícolas (Jersey) de 1964. El régimen de control de tierras permite realizar cambios temporales en el uso de la tierra, lo que significa que los terrenos de más de 2 vergées (0,36 ha) pueden destinarse a un uso alternativo; sin embargo, los cambios permanentes requieren un permiso de planificación.
Las Islas Anglonormandas están situadas en una zona de gran amplitud mareomotriz. Hace tiempo que se viene sugiriendo el desarrollo de la energía mareomotriz en el archipiélago. Los estudios sugieren que los principales emplazamientos para el desarrollo de la energía mareomotriz estarían situados en la Bailía de Guernsey, especialmente en la regata de Alderney, que podría producir potencialmente hasta 5,10 GW de energía.

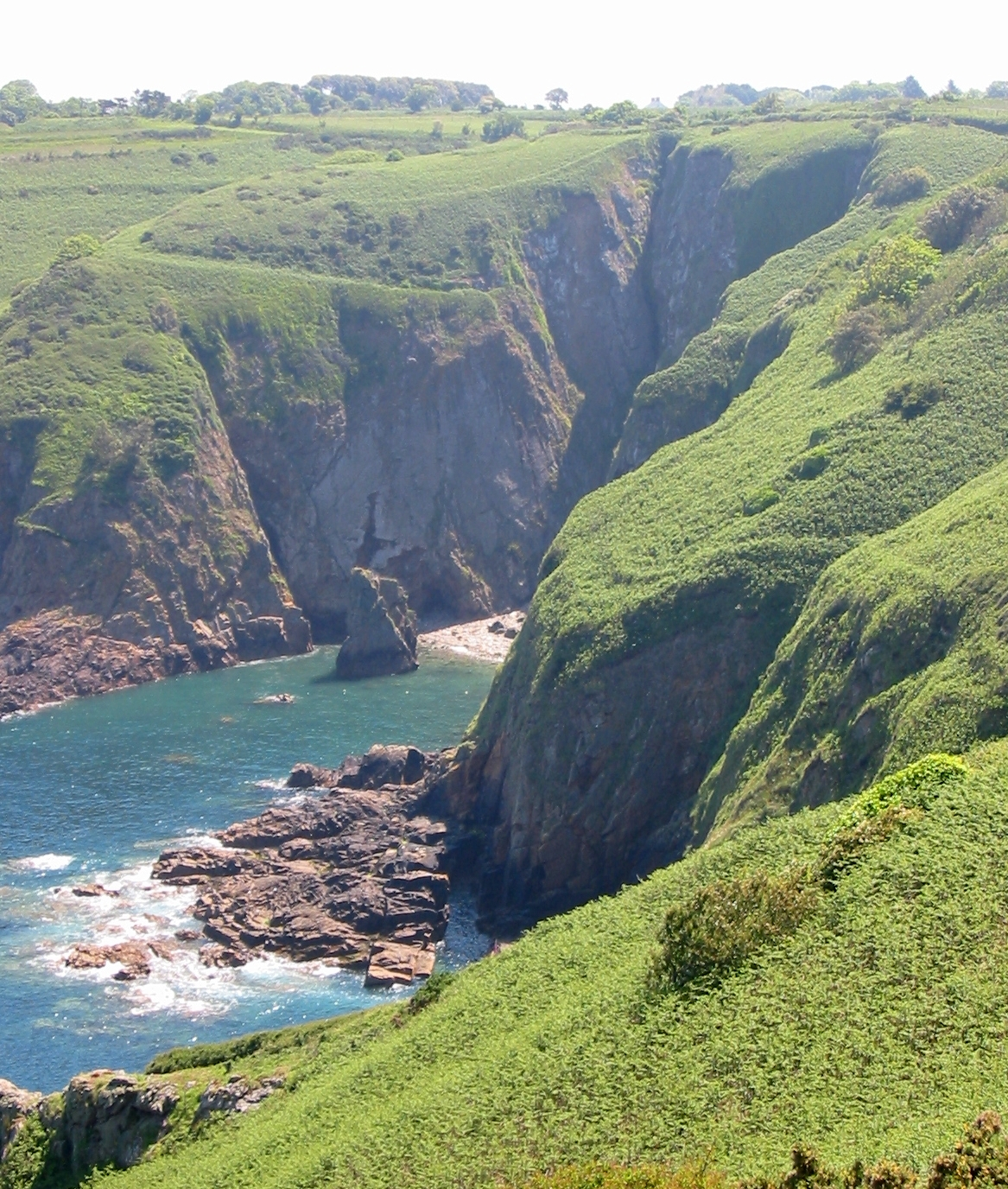
Acantilados en el norte de Jersey

### Geología
La geología de Jersey se caracteriza por las rocas volcánicas Brioverianas de finales del Proterozoico, la Orogenia Cadomiense y sólo pequeños indicios de depósitos posteriores de los períodos Cámbrico y Cuaternario. El tipo de rocas va del conglomerado al esquisto, pasando por rocas ígneas volcánicas, intrusivas y plutónicas de muchas composiciones, y también rocas metamórficas, incluyendo así la mayoría de los tipos principales.
Las rocas Brioverianas se formaron entre 900 y 700 mya. Recibieron su nombre de Briovère, el nombre nativo de St. Lô, en Normandía, que es la primera zona de la que se describieron estas rocas. Comienzan con turbiditas en el oeste, el centro y el sur de Jersey, incluso en la bahía de St Ouens, y en la bahía de St Aubin. Las rocas sedimentarias briovianas están bien estratificadas y constituían originalmente las partes media y externa de un abanico submarino. 
Constituyen la Formación de Esquisto de Jersey. El esquisto se encuentra en Gorey Harbour, en la costa este, y en La Belle Hougue Point, y el granito Le Mont Mado tiene una aparición. El esquisto se erosiona con mayor facilidad, lo que ha afectado a la forma de la isla, con las cóncavas bahías de St Ouens y St Aubin. Los valles más profundos (Valle de San Pedro y San Lorenzo) están excavados en esta roca blanda. Otros sedimentos asociados al esquisto son la lodolita y la arenisca de grano fino. Varias estructuras sedimentarias incluyen coladas estriadas y rebotadas, laminación ondulada, estratificación graduada, estratificación cruzada y boudinage. Las capas de esquisto se han identificado como Asociación IV en el abanico submarino.

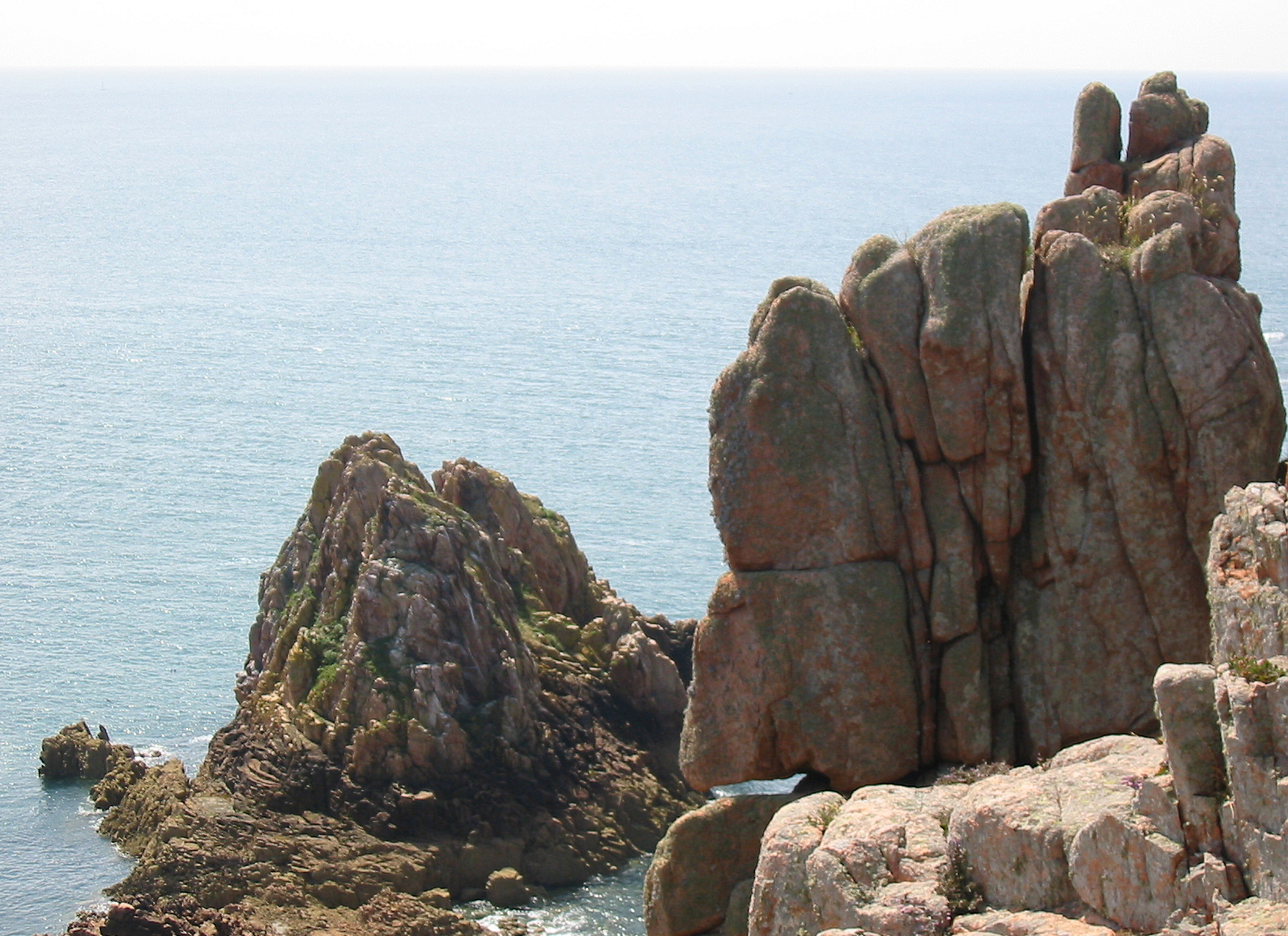
Formaciones rocosas en la costa de Saint Brélade

La arenisca es la Asociación III del abanico submarino. La grauvaca se denomina Asociación IV junto con la pizarra. Se encuentra en las mismas zonas que la pizarra. El análisis de la grauvaca muestra fragmentos con un 70% de cuarzo, entre un 10% y un 15% de plagioclasa y feldespato microclino, un 2% de minerales oscuros que contienen hierro, con escamas de carbono, en una matriz de entre un 10% y un 20% de arcilla. Los minerales contenidos son muy diversos, lo que indica una amplia zona de procedencia.
El conglomerado, denominado Asociación I de las partes superiores del abanico, se encuentra en cuerpos lenticulares cerca de St Peter's Valley, en Gargate Mill. Los guijarros del conglomerado son de múltiples tipos de roca. Las intrusiones de granito en el límite de la formación han provocado metamorfismo e intrusión por diques.
En la zona de L'Êtacq, el metamorfismo ha producido hornfels moteados de color gris. Las manchas son más oscuras y contienen cordierita y biotita. En la bahía de St. Ouën, la metamorfosis de la grauvaca ha producido hornblenda-hornfels. El metamorfismo regional ha convertido el esquisto en una facies greenschist baja, donde la arcilla se convierte en clorita.
La interpretación de esta zona es que se trata de una parte del talud continental de Armórica orientada al norte, frente a una zona de subducción, donde la placa oceánica celta convergía y descendía en la fosa. Los sedimentos fueron arrastrados por los ríos desde el Arco de Le Vast, una franja de tierra orientada estenoreste, que se encontraba al sur de Jersey. En esta época, el mar se denominaba l' Océan de la Manche.

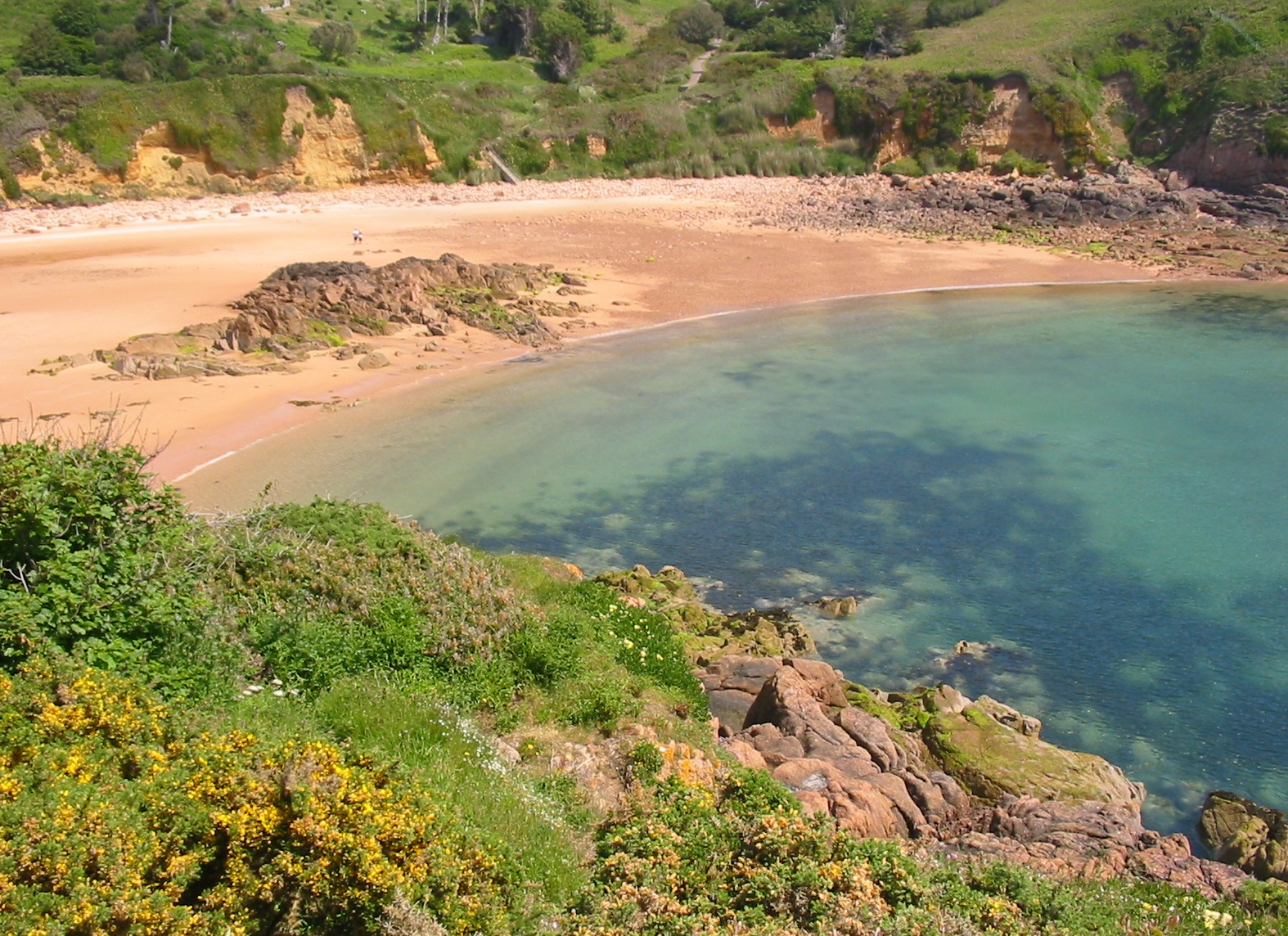
Bahía de Portelet

Estos sedimentos se elevaron y se superpusieron a las rocas volcánicas del Grupo Volcánico de Jersey en torno a 530 Mya. El magma procedía de las zonas de subducción situadas debajo y al norte de la isla. La andesita de la Formación Andesítica de San Salvador se encuentra en el centro y al norte en Les Rouaux. Es de color gris e incluye algunos basaltos y precipitaciones piroclásticas como tobas y aglomerados. La andesita porfídica es de color gris oscuro con cristales blancos de feldespato plagioclasa incrustados. Los afloramientos se producen en la costa, en Giffards Bay, en la costa norte, y en Vicard Point, en la costa este.
Los volcanes se encontraban al noreste y al sur. La toba Vicard contiene bombas. La toba Long Echet contiene grandes cristales de cuarzo y feldespato y filamentos de cuarzo. El Aglomerado de Les Rouaux y el Aglomerado de L' Homme Mort contienen fragmentos de las rocas circundantes, como esquisto y andesita, incrustados en una matriz de feldespato. El aglomerado de Les Rouaux también contiene piedra pómez. Esta fue erosionada antes de la siguiente fase de vulcanismo.
Al noreste del centro se encuentra riolita porforítica de la formación riolítica de St. Contiene flujos bandeados e ignimbrita. Su espesor total es de 950 metros. Contiene fragmentos de vidrio y piedra pómez. Diferentes flujos salen con secciones denominadas Ignimbrita Bonne Nuit seguida de Ignimbrita Frémont en la costa norte. Contienen xenolitos de la andesita y el esquisto que se encuentran en Jersey. También hay fangolitas y conglomerados locales depositados sobre las coladas. El conglomerado se denomina conglomerado L'Homme Mort.

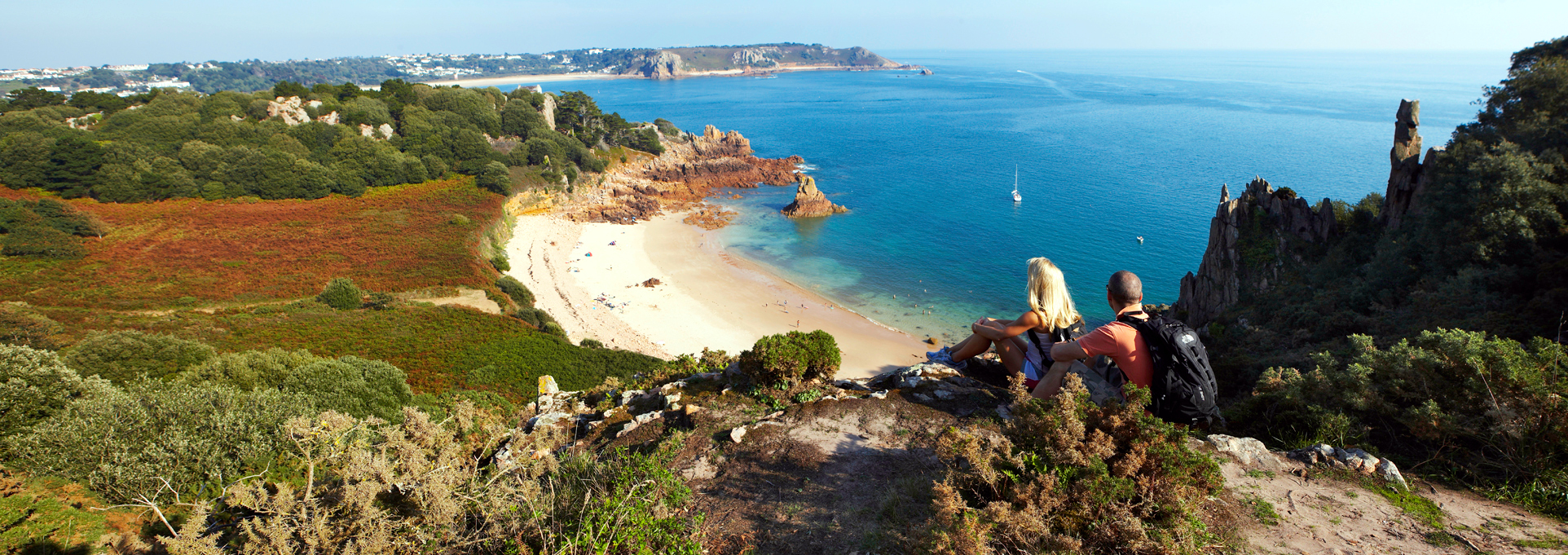
Beauport, Jersey

La Ignimbrita Jeffrey's Leap está superpuesta por la Ignimbrita Anne Port, que recibe su nombre de localidades de la costa este. La Ignimbrita Trinity es una toba púrpura cerca de Les Grands Vaux, en el interior.
La riolita de grano fino de la formación riolítica Bouley se encuentra aún más al noreste. Su espesor es de 430 metros. En la bahía de Giffard se encuentran la riolita de Gifford, la andesita de Gifford, la ignimbrita de Gifford y las tobas de Gifford. La riolita Les Platons remata el conjunto. Estas rocas contienen xenolitos y depósitos de toba procedentes de lagos y arroyos. La Riolita Les Platons contiene esferulitas. Las esferulitas también se encuentran en Les Hurets, en la bahía de Bouley. 
En la bahía de Bouley hay tres unidades de ignimbrita: la ignimbrita inferior de Bouley, la ignimbrita media de Bouley y la ignimbrita superior de Bouley. Estas contienen bandas de flujo y esferulitas de hasta 10 cm y texturas eutaxíticas y fiamme. La riolita de Anne Port es la unidad inferior de la costa este. Es masiva pero con articulaciones columnares. Presenta bandas de flujo. Se asemeja a la Calzada de los Gigantes de La Crête.
La playa de Le Havre de Fer tiene un afloramiento de riolita columnar que ha sido separada por fallas del resto de las unidades. Al norte de la Torre Redonda de Archirondel hay otras tres coladas apiladas llamadas Ignimbrita de Archirondel, Ignimbrita de Dolmen e Ignimbrita de Santa Catalina. Están separadas entre sí por capas de toba y son de color granate debido a la hematites. Se componen de piedra pómez, cristales de cuarzo y feldespato en una matriz rica en feldespato.

## Economía
Producto de la especialización en algunos sectores de alta rentabilidad, el poder adquisitivo de los habitantes de Jersey es muy alto. Tiene una producto económico per cápita bastante superior a la mayoría de las grandes economías desarrolladas. La estimación del PIB per cápita del 2005 era de 57 000 dólares, cifra que solo fue superada por otros dos pequeños estados con similares características económicas: las Bermudas y Luxemburgo.

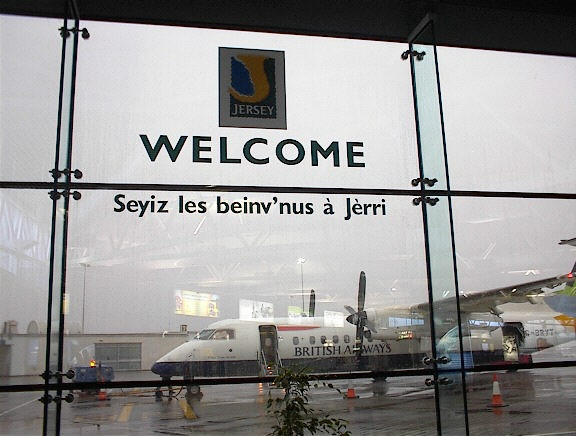
Aeropuerto de Jersey dando la bienvenida a Jersey en inglés y en jerseyés

La economía de Jersey, considerada por la OCDE como paraíso fiscal, se basa en la oferta de servicios financieros, el turismo, el comercio electrónico y la agricultura. Los servicios financieros contribuyen aproximadamente el 60 % de la economía de la isla, y la isla es reconocida como uno de los principales centros financieros extraterritoriales.
Además de su banca, Jersey también depende del turismo. En 2006, hubo 729 000 visitantes (un 3 % más que el año anterior), pero el gasto total de visitantes aumentó tan solo un 1 %. Hay disponibles mercancías libres de impuestos para la compra en los viajes hacia y desde la isla.
Los principales productos agrícolas son las patatas y los productos lácteos. Las vacas criadas en Jersey también han sido reconocidas por la calidad de su carne. En pequeña escala la producción de carne orgánica se ha vuelto a introducir en un esfuerzo por diversificar la industria.

Los agricultores suelen vender los excedentes de alimentos y flores en unas casetas en la orilla de la carretera, basándose en la honestidad de los que pasan para dejar el cambio correcto en la caja de dinero y tomar lo que quieren. En el siglo XXI, la diversificación de la agricultura y los cambios en modalidades de comercialización han llevado los productos de la granja a las tiendas, sustituyendo muchos de los puestos de carretera.

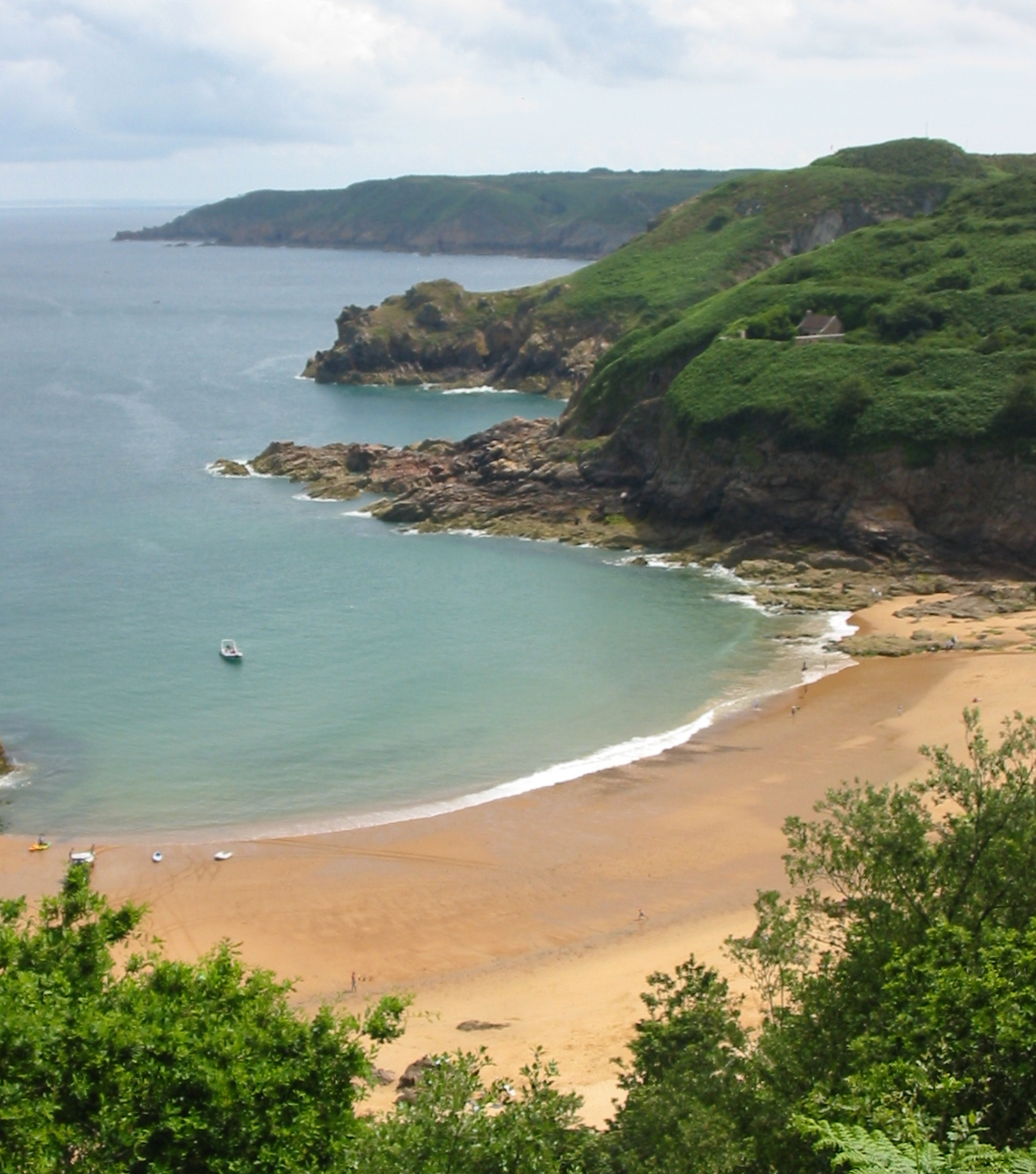
El turismo es uno de los pilares de la economía de Jersey.

El 18 de febrero de 2005, se le concedió a Jersey el título de ciudad justa.

### Fiscalidad
Hasta el siglo XX, se usaban impuestos indirectos para financiar la administración de Jersey. La recaudación de los impuestos estuvo en manos de la Asamblea del Gobernador, Alguacil y Jurats hasta 1921, cuando este órgano de recaudación de impuestos se transfirió a la Asamblea de los Estados, dejando a la Asamblea del Gobernador, Alguacil y Jurats el trabajo de servir simplemente como banco de la concesión de licencias para la venta de alcohol. El impuesto sobre la renta se ha percibido a un tipo fijo del 20 % durante décadas.
Como en la isla no se recauda el IVA, los artículos de lujo han sido a menudo más baratos que en el Reino Unido o en Francia, proporcionando un incentivo para el turismo de los países vecinos. Artículos como vídeos, ropa y lentes de contacto son exportados, para evitar la llegada del IVA y, por tanto, los productos locales son más baratos que esos mismos productos en otros países. En 2005, Jersey anunció que iba a poner límites a las licencias concedidas a las sociedades que no llevaban a cabo el comercio de esta manera.
Sin embargo en el 2008 Jersey introdujo un impuesto sobre los bienes y servicios (GST) a un tipo fijo del 3 %.

### Moneda
Jersey emite sus propios billetes y monedas, que circulan junto con la moneda del Reino Unido y tienen el mismo valor. La libra de Jersey no es moneda de curso legal fuera de Jersey, sin embargo, en el Reino Unido es aceptada y se puede cambiar en los bancos en ese país por libras emitidas por el Banco de Inglaterra.
Desde la intervención de la tesorera del Estado en 2005, los cajeros automáticos dispensan solamente libras de Jersey, con excepción de los que hay en el aeropuerto y Puerto Elizabeth, que permiten elegir.

### Sellos

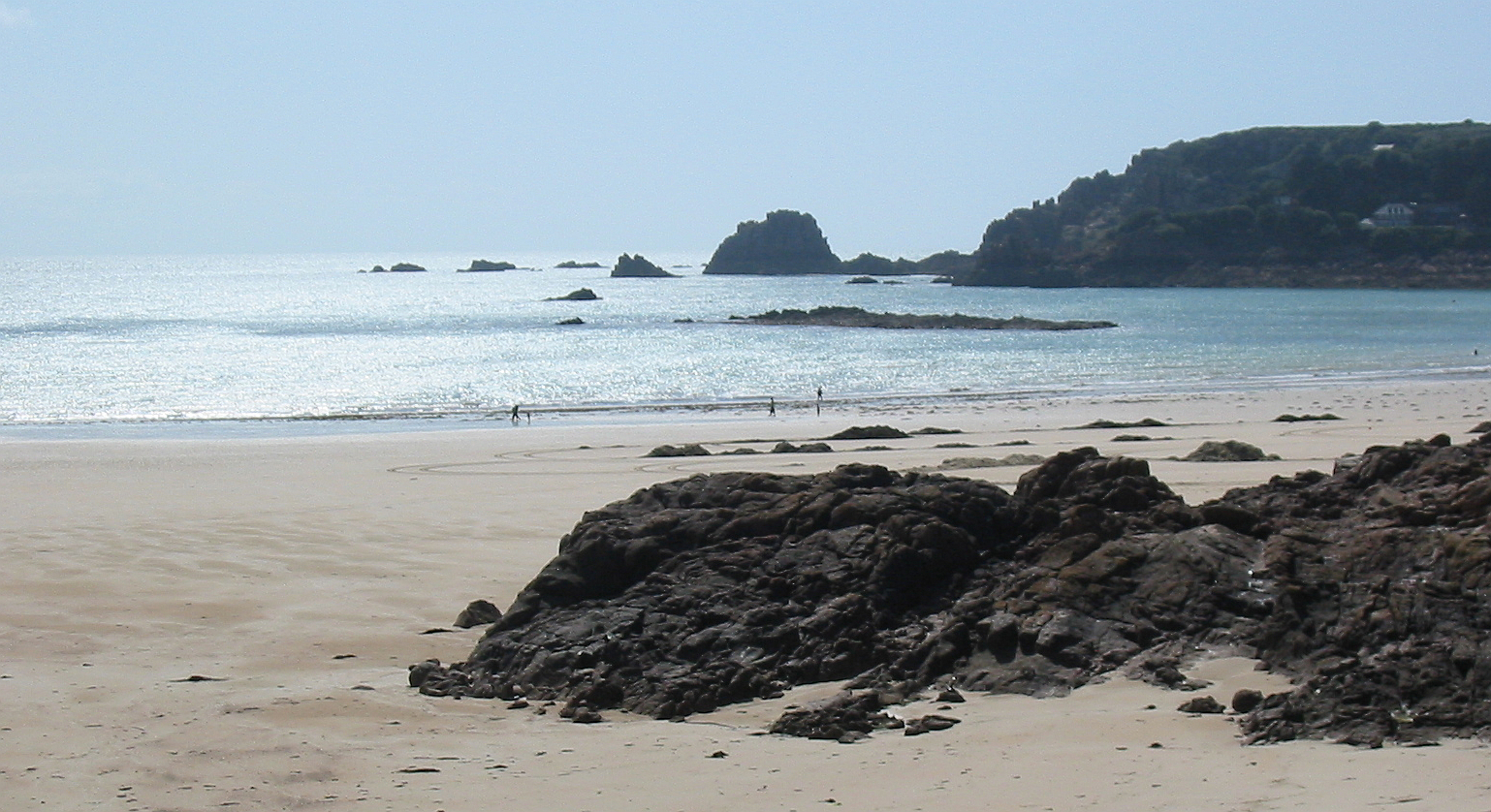
Playa en Saint Brélade, Jersey

Al establecerse la Oficina General del Servicio de Correos Británico el 1 de octubre de 1969, como entidad corporativa de carácter público, la oficina de Correos de Jersey se convirtió en una entidad separada. A partir de entonces los sellos británicos dejaron de servir y la isla inició, de forma independiente, las emisiones de sellos de la isla. Éstos tienen un alto grado de aceptación por los coleccionistas, ya que tanto las tiradas como el número de emisiones es bajo.

### Turismo
El turismo es una parte significativa de la economía de Jersey, aunque su importancia relativa ha disminuido con los años.

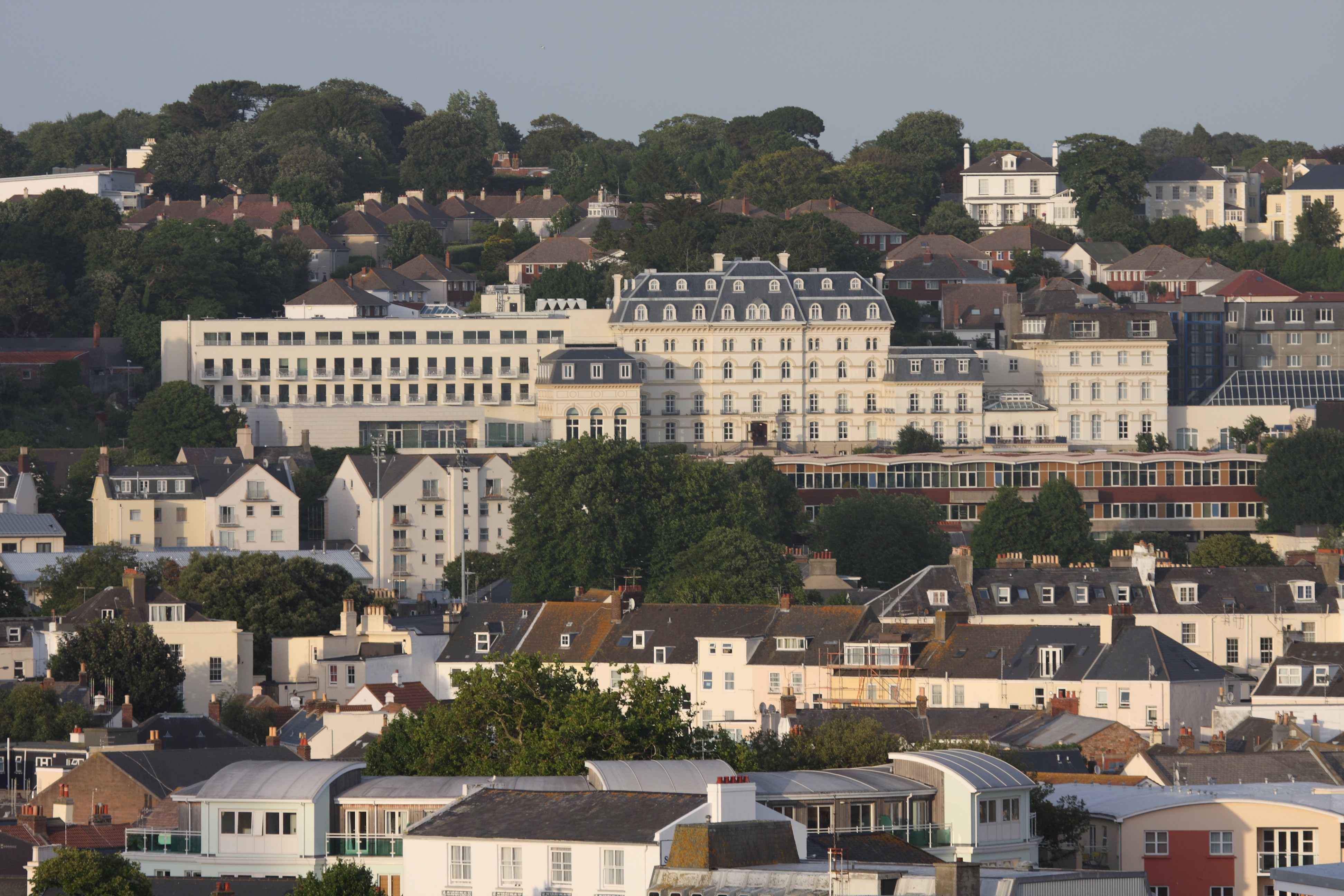
Hotel de France, Jersey

Jersey experimentó un auge del turismo durante los años posteriores a la Segunda Guerra Mundial, pero su historia se remonta mucho más atrás.Este auge ha ido decayendo desde finales de los años 80. Muchos de los grandes hoteles que se construyeron durante el auge han sido demolidos. Durante la pandemia de COVID-19, Jersey experimentó una temporada turística de éxito en 2021, ya que los visitantes británicos consideraron la isla como un destino de viaje seguro durante un periodo de incertidumbre sobre los viajes internacionales, con reservas "inusualmente altas" en octubre. Sin embargo, ese mismo año la isla experimentó una falta de personal de hostelería, lo que dificultó la actividad de las empresas del sector.
La hostelería (hoteles, restaurantes y bares) representó el 4,2% del VAB de Jersey en 2019. Se estima que la contribución más amplia del turismo en particular es del 8,3% (2017). El turismo es importante para la fiscalidad de Jersey, ya que genera 12,5 millones de libras en concepto de VAB (el 15% del total). Sin embargo, el gasto total es mucho mayor, alrededor de 250 millones de libras. Esto crea 6.470 puestos de trabajo.
En 2017, el número total de visitas aumentó un 5%, hasta 726.800, de las cuales 580.000 se consideraron "Visitas vacacionales". El número total de visitantes ha disminuido desde 1997. En 1997, Jersey tuvo 985 000 visitantes. Jersey tiende a atraer a visitantes de un grupo demográfico mayor que la media, siendo la edad media de los visitantes de ocio del Reino Unido de 57 años.

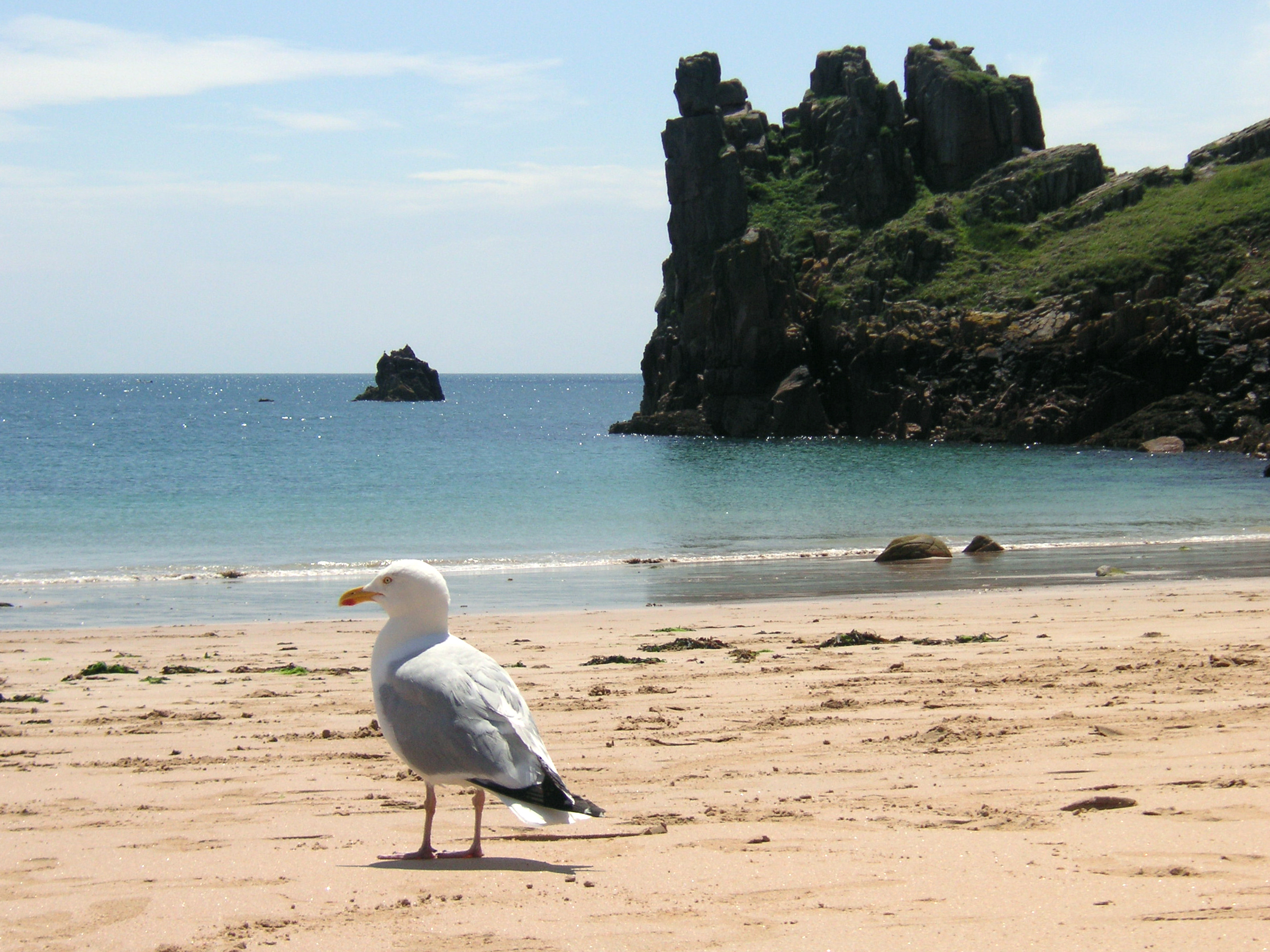
Una gaviota argéntea (Larus argentatus) en Jersey

Los viajes a Jersey son muy estacionales. La ocupación del alojamiento es mucho mayor en los meses de verano, especialmente en agosto, que en los de invierno (con un mínimo en noviembre). La mayoría de los visitantes de la isla llegan en avión desde el Reino Unido, aunque también es posible acceder a ella en ferry. Las conexiones aéreas con la Europa continental no son tan buenas como con el Reino Unido. Algunos, como Simon Crowcroft, alguacil de St Helier, piden que la isla atraiga más cruceros, pero para ello sería necesario invertir en un atracadero de gran calado, algo de lo que carece actualmente. Las rutas aéreas están subvencionadas por los Estados de Jersey.

La mayoría de las atracciones turísticas están gestionadas por empresas privadas y organizaciones sin ánimo de lucro, incluidas empresas propiedad de los States of Jersey o financiadas por ellos. El Castillo de Elizabeth, por ejemplo, está controlado por Jersey Heritage. Otras atracciones son propiedad del National Trust for Jersey. Una atracción notable es el zoo de Jersey, en Trinity, un parque de animales salvajes fundado por el conservacionista Gerald Durrell.

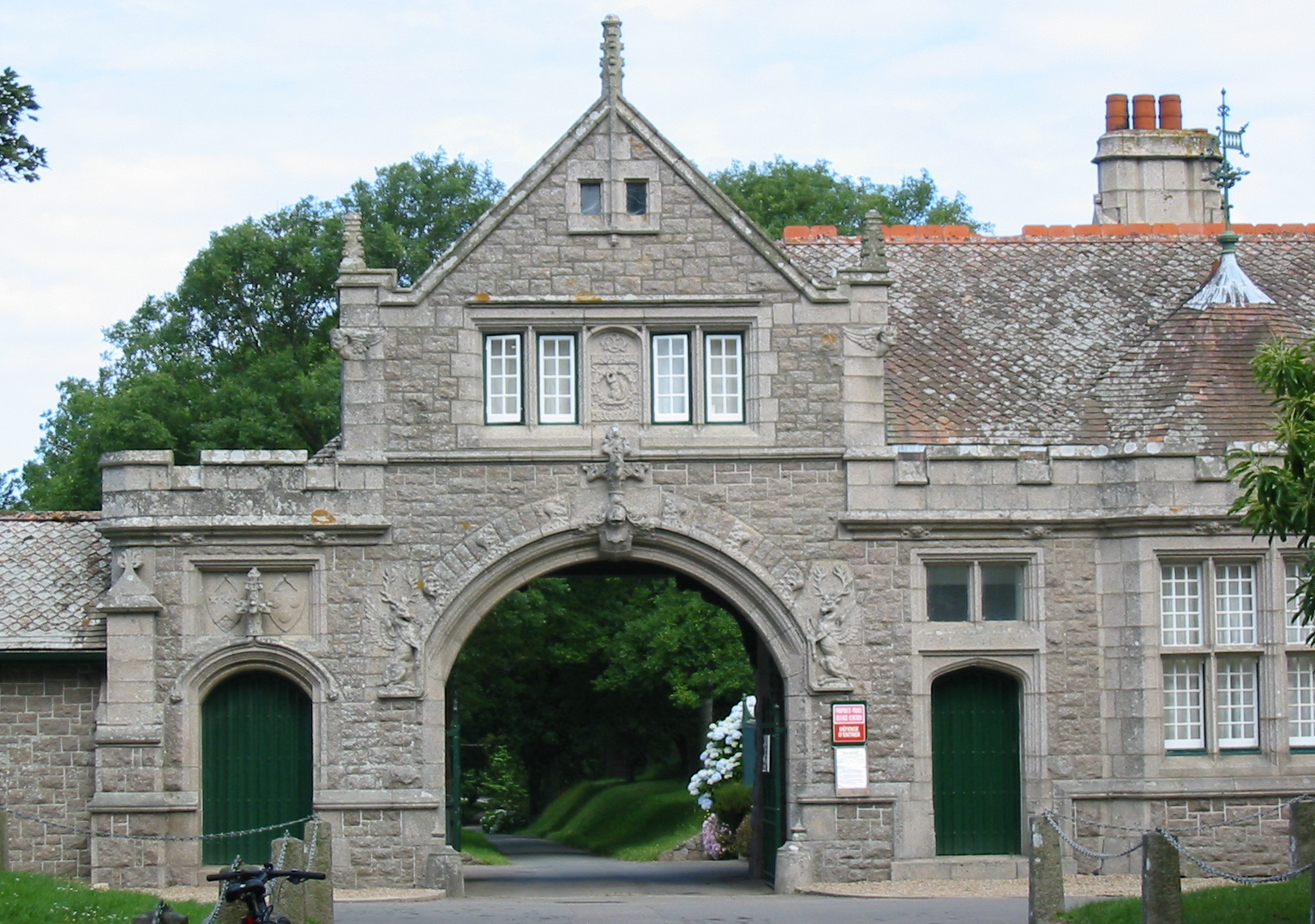
St. Ouen, Jersey

## Demografía
Las islas albergan un gran número de personas nacidas fuera de Jersey, dado que el 47% de la población no es originaria de las islas. En las islas se han llevado a cabo censos desde 1821, siendo el más reciente el efectuado en el año 2001.
Jersey cuenta con una población de 90.800 habitantes, mientras que en el municipio de Saint Helier viven unas 28.000 personas. El 30 por ciento de la población de la isla habita en la capital, la villa de Saint Helier.
El 40 % de la población es de ascendencia francesa (particularmente normanda), y otro 40 % es de ascendencia británica (de Inglaterra, Gales, Escocia o Irlanda del Norte). La minoría de mayor importancia es la portuguesa, con un 7 %, seguida de la irlandesa y la polaca.
La población de Jersey ha envejecido a causa de las migraciones efectuadas por los jóvenes en busca de formación y trabajo.

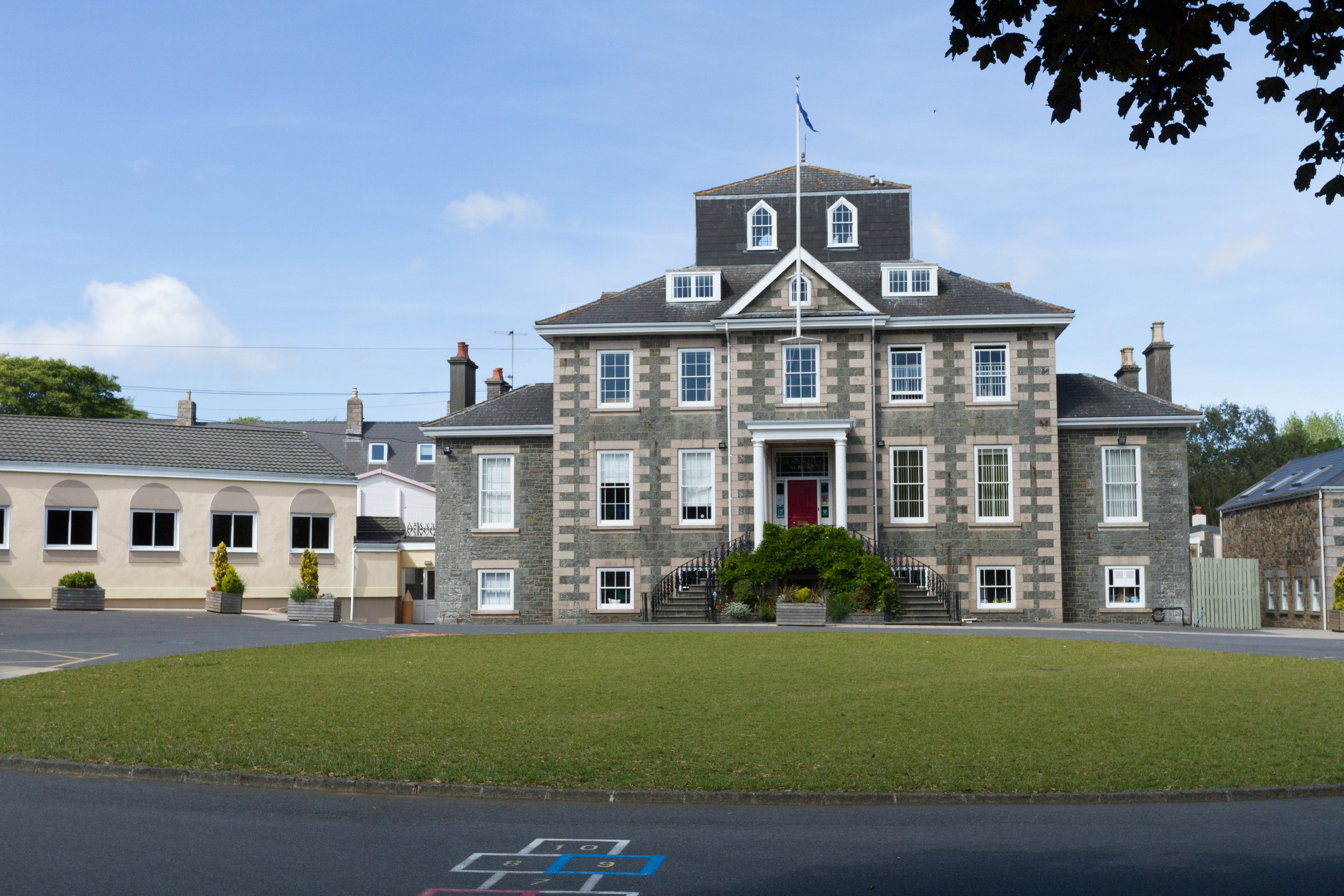
Escuela Preparatoria de St. Michael (San Miguel)

Hasta el siglo XIX, el jerseyés era el lenguaje más hablado en la isla, aunque el francés era utilizado para asuntos oficiales. Durante el siglo XX, tuvo lugar una sustitución lingüística que convirtió al inglés en el idioma predominante. Además, como resultado de una intensa migración, el portugués es hablado por el 4,6% de los habitantes de la isla.

### Educación
La educación en Jersey está supervisada por el Ministerio de la Infancia, la Juventud, la Educación y las Competencias (Department for Children, Young People, Education and Skills). El Gobierno es responsable de todos los colegios públicos de la isla, incluido el Further Education College, Highlands College, así como los colegios de pago Victoria College y Jersey College for Girls. También hay colegios independientes y religiosos, como el De La Salle College, el Beaulieu Convent School y la Escuela St Michael.

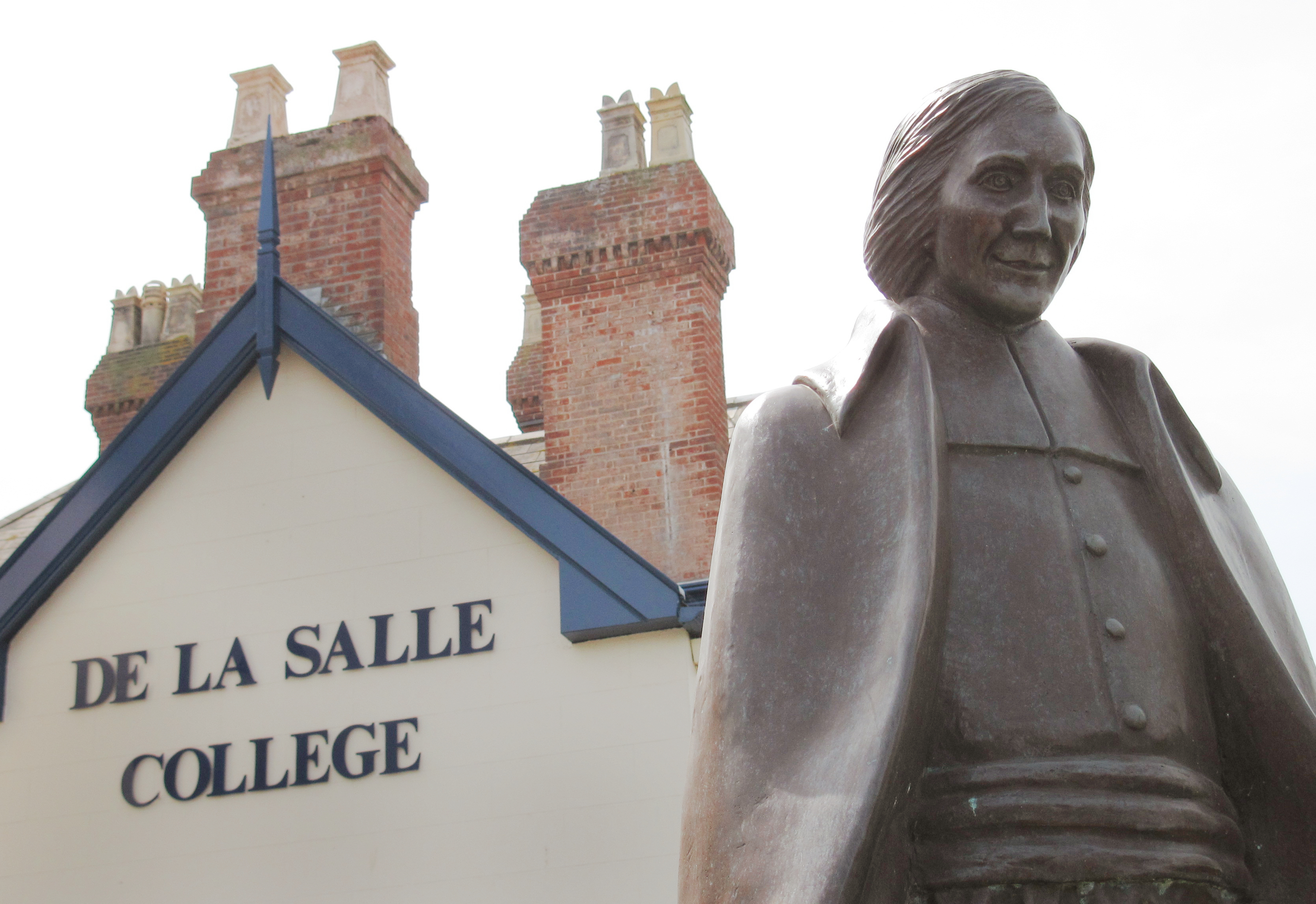
Colegio De La Salle, Jersey

Los alumnos de los centros públicos asisten a la escuela primaria desde Reception hasta Year 6 (de 4 a 11 años; Early Years Foundation, Key Stage 1 y Key Stage 2), y a la escuela secundaria desde el año 7 hasta el año 9 (de 11 a 14 años; Key Stage 3). A continuación, los alumnos pueden asistir a Hautlieu School, un instituto de enseñanza secundaria, o continuar en su centro de secundaria actual de año 10 al año 11 (de 14 a 16 años; Key Stage 4). Al final del curso 11, los alumnos suelen presentarse a los exámenes del Certificado General de Educación secundaria (GCSE) o a otras titulaciones de nivel 1 o 2. Para los estudiantes que no obtienen titulaciones académicas hasta el final del Año 13, estas titulaciones equivalen aproximadamente a la finalización de la enseñanza secundaria en muchos otros países.

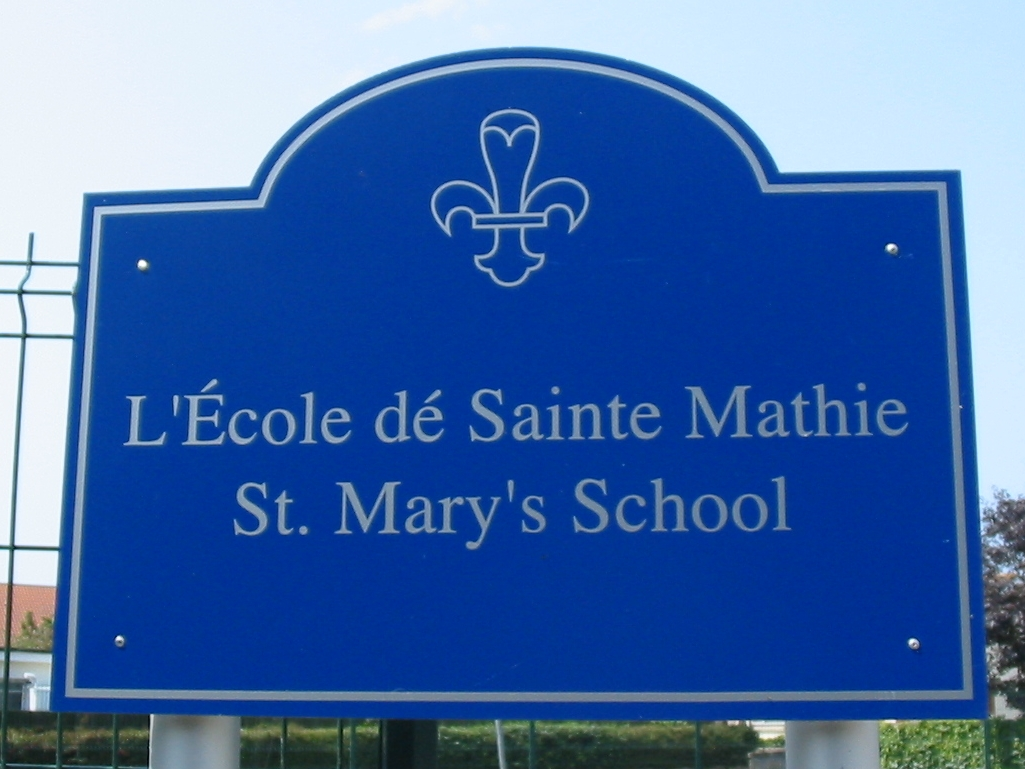
Un cartel bilingüe en Jersey escrito en inglés y jerseyés

La educación es obligatoria hasta los 16 años, pero los alumnos pueden cursar los A-levels en uno de los Sixth Form colleges de la isla (cuatro son de pago, sólo el Hautlieu School es gratuito para todos los isleños) o cursar otras titulaciones de Nivel 3 en el Highlands College, el único FE college de la isla. Una vez finalizado el Sixth Form, muchos alumnos estudian fuera de la isla, normalmente en Inglaterra, en un centro de enseñanza superior, o en la isla, en el Highlands College o en el University College Jersey. El Gobierno de Jersey ofrece a los estudiantes de educación superior de la isla becas de matrícula y manutención sujetas a los recursos económicos para la mayoría de las titulaciones de hasta 9.250 libras anuales (a partir de 2020-21).
El sistema educativo es similar al de Inglaterra, Gales e Irlanda del Norte. Los exámenes escolares nacionales y las cualificaciones de formación profesional son los mismos que los emitidos por la Ofqual británica y siguen el Marco de Cualificaciones Regulado utilizado en el Reino Unido, aunque también están aprobados por el Panel de Cualificaciones Aprobadas de Jersey. No obstante, la isla tiene un Currículo Nacional distinto, basado en el Currículo Nacional inglés, conocido como Currículo de Jersey.

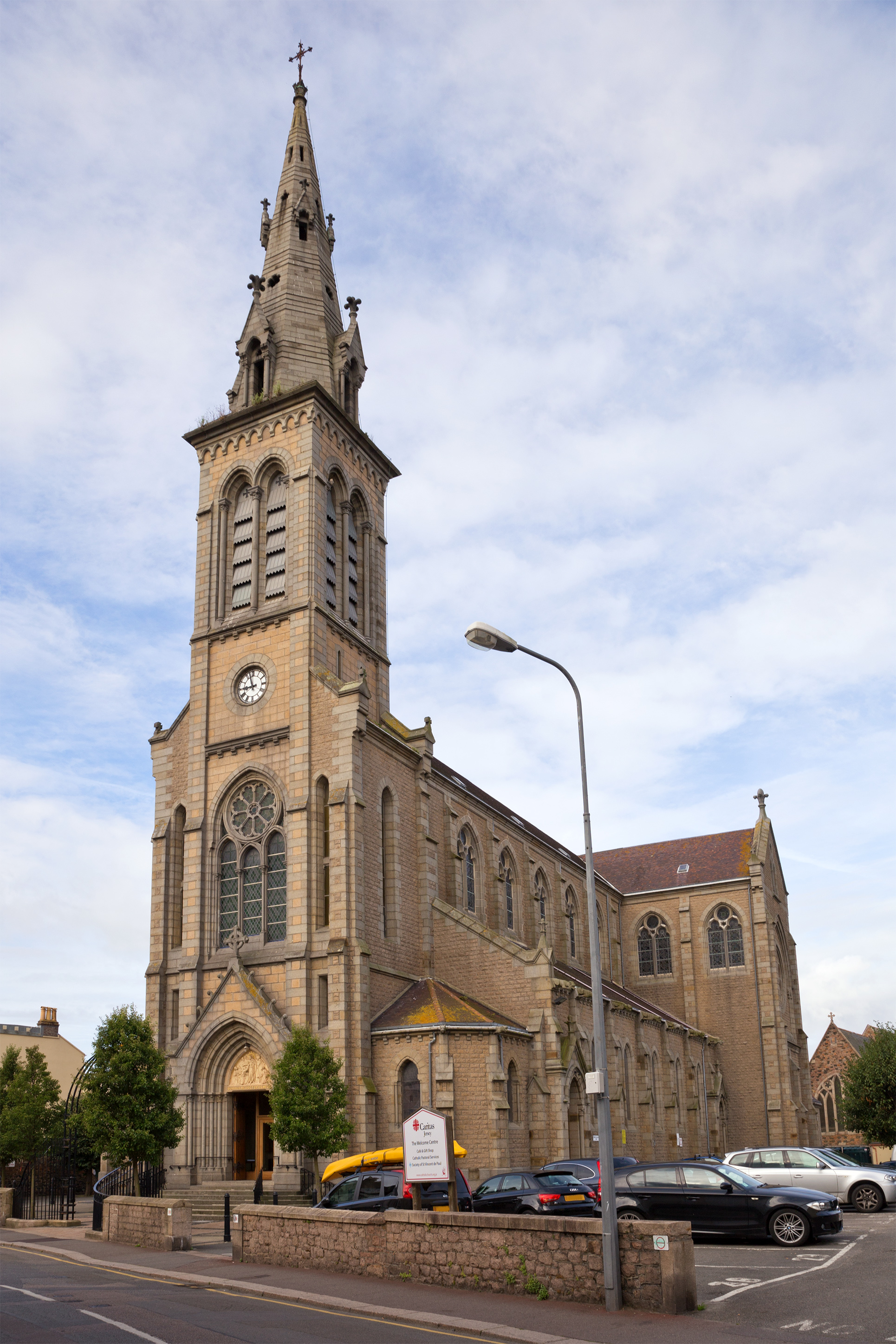
Iglesia católica de Santo Tomás, Saint Helier, Jersey

### Religión
La religión en Jersey tiene una historia compleja, que proviene en gran parte de diferentes denominaciones cristianas. La religión principal en el territorio es el cristianismo. En 2015, la primera encuesta nacional sobre religión de Jersey[cita requerida] encontró que, en total, el 54% dijo tener alguna forma de religión, y el 7% no estaba seguro. De aquellos que especificaron una denominación de cristianismo, se encontraron proporciones casi iguales de católicos (43%) como de "anglicanos" o miembros de la Iglesia de Inglaterra (44%). El octavo restante (13%) mencionó otra denominación cristiana. Además dos quintas partes de la población de Jersey dijeron no tener religión, con sólo un pequeño puñado de personas de Jersey pertenecientes a las religiones no cristianas. 
La Iglesia establecida es la Iglesia de Inglaterra, a partir de 2015 bajo la Sede de Canterbury (anteriormente bajo la diócesis de Winchester). En el campo, sin embargo, el metodismo encontró su fortaleza tradicional[cita requerida]. Una importante cantidad de católicos también se puede encontrar en Jersey. Hay dos escuelas católicas privadas combinadas de primaria y secundaria, ambas en Saint Saviour: El Colegio de La Salle (masculino) y la Escuela del Convento de Beaulieu (femenino); además de la escuela primaria FCJ en San Salvador. Una orden de hermanas católicas está presente en la vida escolar.

## Cultura

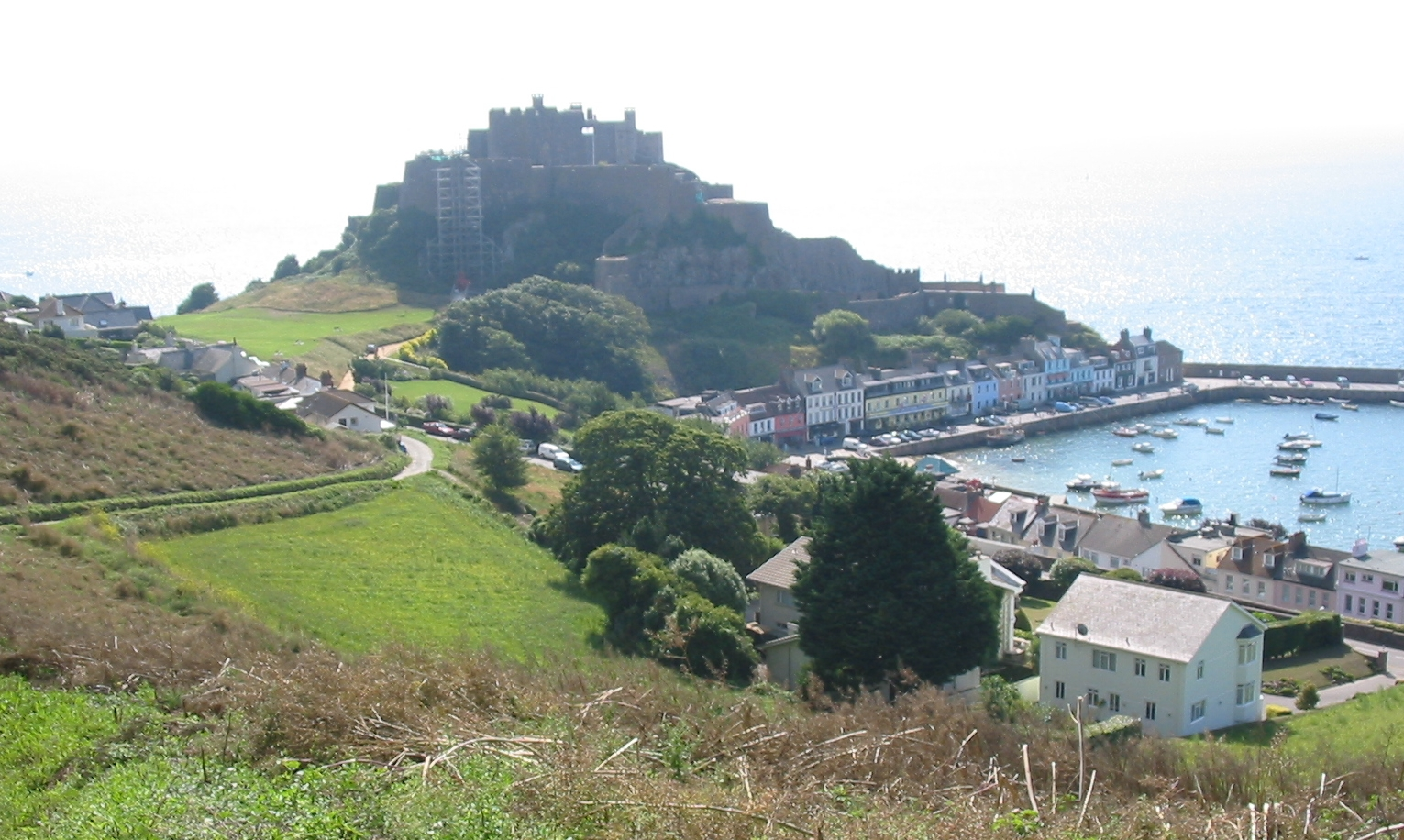
Castillo de Monte Orgueil, construido en el para proteger Jersey de la invasión francesa.

### Literatura
La literatura en Jersey puede dividirse en 3 lenguas:
- Literatura en Jerseyés,
- literatura francófona, y
- Literatura de Jersey en inglés.

La tradición literaria de Jersey se remonta a Wace, poeta nacido en Jersey en el siglo XII.
William Prynne escribió poesía mientras estuvo encarcelado en Jersey, pero se conserva poca literatura autóctona anterior al siglo XVIII.
La imprenta no llegó a Jersey hasta la década de 1780, pero la isla mantuvo una multitud de publicaciones periódicas en francés (y jerseyés) e inglés durante todo el siglo XIX, en las que floreció la poesía, por lo general tópica y satírica.
El primer jerseyés impreso aparece en los primeros periódicos de finales del siglo XVIII. El primer ejemplo fechado identificado de poesía impresa en jarrés es un fragmento de Matchi L'Gé (Matthew Le Geyt 1777-1849), fechado en 1795. La primera antología impresa de poesía en este idioma, Rimes Jersiaises, se publicó en 1865.
Entre los escritores más influyentes figuran "Laelius" (Sir Robert Pipon Marett 1820-1884, Bailiff de Jersey 1880-1884), "A.A.L.G." (Augustus Aspley Le Gros 1840-1877) y "St.-Luorenchais" (Philippe Langlois 1817-1884).
Philippe Le Sueur Mourant (1848-1918) escribió bajo varios seudónimos. Su mayor éxito fue el personaje Bram Bilo, pero más tarde desarrolló la familia Pain, recién trasladada a Saint Helier, que comentaba su sociedad anglicista y los entretenimientos de moda.
'Elie' (Edwin J. Luce 1881-1918) fue editor del periódico francófono La Nouvelle Chronique de Jersey y poeta que escribía poemas de actualidad para el periódico. Murió en la pandemia de gripe de 1918. Su hermano, Philip W. Luce (1882-1966), también periodista y poeta, emigró a Canadá, pero envió escritos ocasionales a Jersey.
Caouain" (George W. de Carteret, 1869-1940) mantenía una columna semanal en el periódico que pretendía ser la obra de un búho (cahouain) que informaba sobre las últimas noticias electorales y los cotilleos locales.
Durante la ocupación de la Alemania Nazi, los censores alemanes apenas permitieron la publicación de obras originales. Sin embargo, muchas obras literarias antiguas se reeditaban en los periódicos como acto de autoafirmación cultural y de elevación de la moral.
Edward Le Brocq (1877-1964) recuperó la columna semanal en 1946 con una carta de Ph'lip et Merrienne, supuestamente una pareja de ancianos tradicionales que comentaban las últimas noticias o recordaban tiempos pasados. La columna continuó hasta la muerte del autor en 1964.
El escritor en Jerseyés más influyente del siglo XX fue un ciudadano estadounidense, George Francis Le Feuvre (1891-1984), cuyo seudónimo era "George d'la Forge". Emigró a Norteamérica tras la Primera Guerra Mundial, pero durante casi cuarenta años mantuvo un flujo de artículos en jerseyés de vuelta a Jersey para su publicación en periódicos.

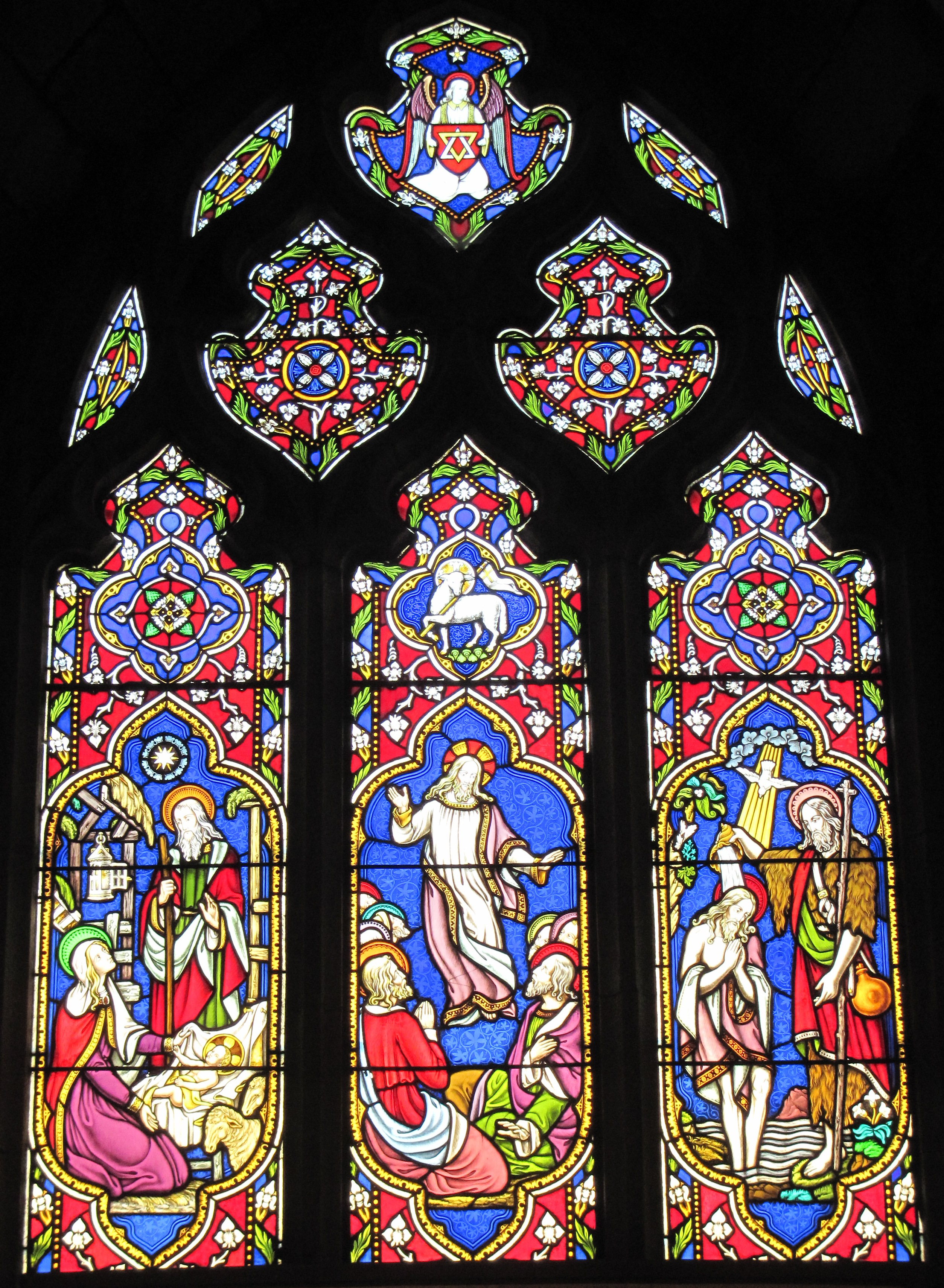
Vitrales en la Iglesia de San Pedro en Jersey

Frank Le Maistre (1910-2002), compilador del diccionario jarrés-francés, mantuvo una producción literaria a partir de los años treinta con artículos periodísticos bajo el seudónimo de Marie la Pie, poemas, artículos en revistas e investigaciones sobre toponimia y etimología. Él mismo consideraba su obra maestra la traducción de las Rubaiyat de Omar Khayyam al jarrés, que realizó durante la ocupación alemana (1940-1945).
El escritor francés Victor Hugo vivió exiliado en Jersey de 1852 a 1855.
Elinor Glyn y John Lemprière fueron escritores nacidos en Jersey. Frederick Tennyson, Jack Higgins y Gerald Durrell son algunos de los escritores que han hecho de Jersey su hogar.

### Arte
Algunas tallas neolíticas son las primeras obras de carácter artístico que se encuentran en Jersey. Sólo quedan pinturas murales fragmentarias del rico patrimonio artístico medieval, tras la iconoclasia generalizada de la reforma calvinista del siglo XVI; las más notables son las pinturas murales de la Capilla de los Pescadores (la Chapelle ès Pêcheurs) en St. Brelade.
La estatua de Jorge II de 1751, obra de John Cheere en la Royal Square, fue la primera escultura pública de Jersey desde la Reforma. Entre las obras de arte público posteriores que se pueden contemplar se encuentran:
- Monumento a Westaway (1875, Pierre-Alfred Robinet)Monumento a Don (1885, Pierre-Alfred Robinet)
- Estatua de la reina Victoria (1890, Georges Wallet)
- Estatua de Jorge V (1939, William Reid Dick)
- Escultura de la Liberación (1995, Philip Jackson)
- La Vaque dé Jèrri (2001, John McKenna)
- Jersey Girl (2010, Rowan Gillespie)

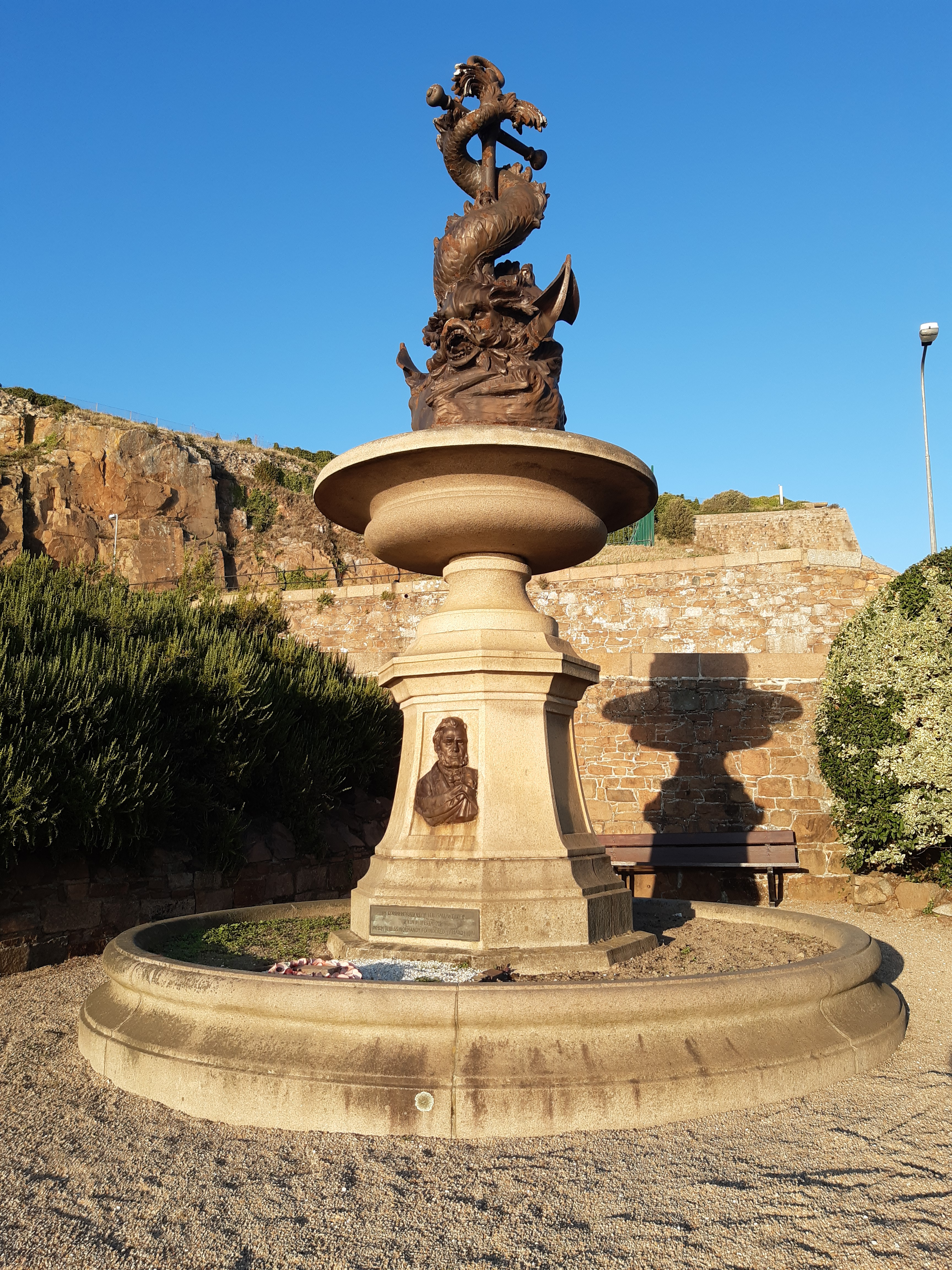
Monumento a John N. Westaway en Jersey

El cuadro de John Singleton Copley sobre la batalla de Jersey (6 de enero de 1781), La muerte del comandante Pierson, se convirtió en un icono nacional. Los Estados de Jersey fracasaron en un intento de adquirirlo (ahora se encuentra en la Tate Britain), pero la imagen se reproduce en el reverso de un billete de 10 libras de Jersey.
John Le Capelain (1812-1848) nació y vivió toda su vida en St. Helier, instalando su estudio en el ático de la casa de sus padres en Hill Street. Se le conoce sobre todo por sus acuarelas, aunque antes había seguido a su padre en la litografía, pero la abandonó después de 1843. Viajó mucho, aprovechando las excelentes conexiones marítimas de St. Helier, y fue a dibujar a Francia, Inglaterra y Escocia. Recibió el encargo de realizar una serie de acuarelas que los Estados de Jersey regalaron a la reina Victoria para conmemorar su visita de 1846. Posteriormente, la serie fue litografiada y publicada en forma de libro. La Reina encargó a Le Capelain una serie de acuarelas de la isla de Wight, y fue mientras trabajaba en este encargo cuando Le Capelain contrajo la tuberculosis y murió, apenas una semana después de cumplir 36 años. En el Salón Parroquial de St. Helier se expone una colección de sus obras, presentada por suscripción pública en su memoria.
Entre los artistas que se sintieron atraídos por Jersey en el siglo XIX figura Sarah Louisa Kilpack (1839-1909), artista inglesa conocida por sus paisajes marinos y escenas costeras, a menudo tormentosas, realizadas para su exposición en Londres.
John Everett Millais, jerseyés de familia de Jersey, nació en Inglaterra, pero se le considera un artista de Jersey.
La Iglesia de Cristal de San Lorenzo está decorada con cristal Art Déco de René Lalique, encargado por Florence, Lady Trent, la esposa nacida en Jersey de Lord Trent, fundador de Boots Chemists. No se conserva ningún encargo similar de Lalique en ninguna otra parte del mundo.

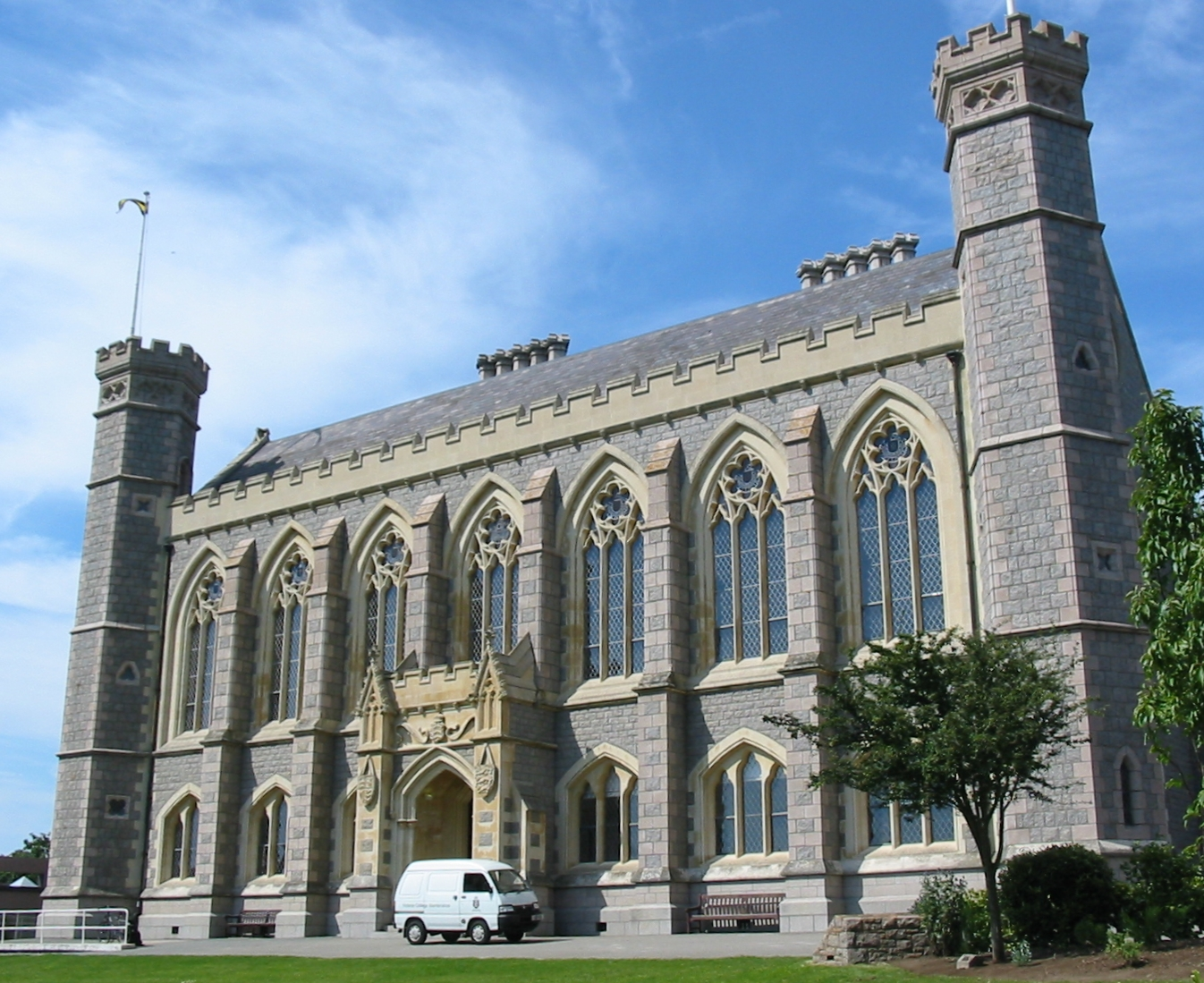
Fachada del Victoria College en Jersey

Edmund Blampied (1886-1966), ilustrador y artista, es el artista de Jersey más popular del siglo XX.
John St. Helier Lander (1869-1944), nacido en St. Helier, se convirtió más tarde en un retratista de moda en Londres. Su retrato de Jorge V está colgado en el Victoria College, y el Templo Masónico de St. Helier alberga varios retratos masónicos suyos.
Philip John Ouless (1817-1885), un exitoso pintor de temas marinos, fue el padre de Walter William Ouless RA (1848-1933), que desarrolló una carrera como retratista en Londres, convirtiéndose en Associate of the Royal Academy (ARA) en 1877 y RA en 1881.
Henry Bosdet (1857-1934), artista de vidrieras de estilo prerrafaelista, enseñó en las escuelas de la Royal Academy de Londres. Algunas de sus obras pueden verse en su isla natal.
Suzanne Malherbe y Claude Cahun, las "hermanas surrealistas", se contaban entre los fotógrafos atraídos por Jersey.
Sir Francis Cook (1907-1978), pintor inglés, se trasladó a Jersey en 1948. En los años sesenta compró la antigua capilla metodista de Augrès y la convirtió en estudio y galería, que donó tras su muerte al Jersey Heritage Trust junto con una colección de sus obras. El edificio, que ahora se llama Sir Francis Cook Gallery, sirve como espacio de exposiciones.

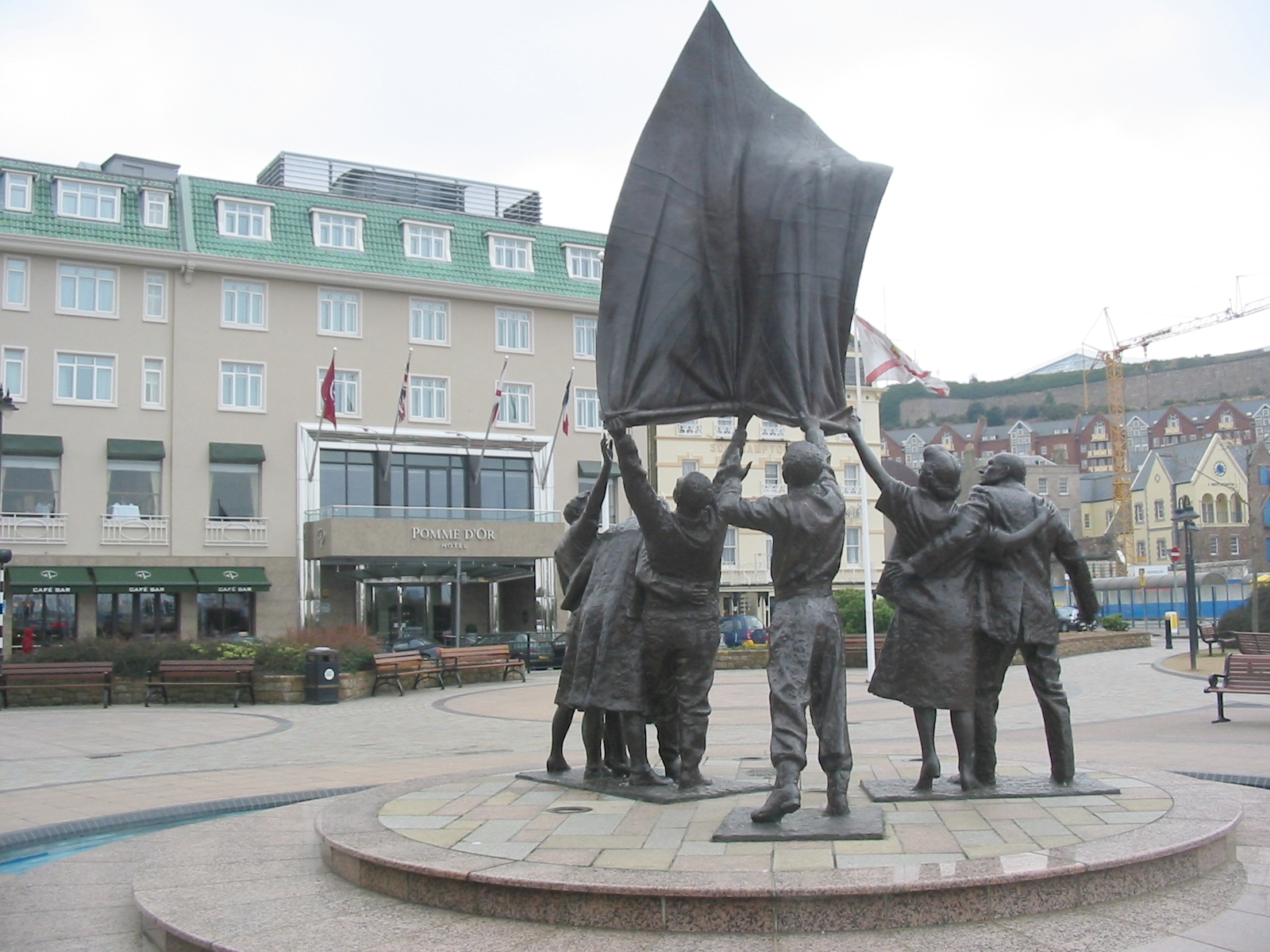
Escultura de la Plaza de la Liberación. La escultura de Philip Jackson fue develada por el Príncipe de Gales el 9 de mayo de 1995 para celebrar el 50 aniversario de la liberación de Jersey de la ocupación alemana.

La Galería Berni del Centro Artístico de Jersey acoge un programa de exposiciones de artistas de Jersey y visitantes. La Galería Barreau-Le Maistre del Museo de Jersey expone obras de la colección permanente del Fondo del Patrimonio de Jersey. En ocasiones se han propuesto planes para la creación de una Galería Nacional en la que se expongan los fondos nacionales de artes visuales y se ofrezca un espacio adecuado para exposiciones temporales. Está previsto que un grupo de dirección de la Galería Nacional, presidido por Philip Bailhache, Bailiff de Jersey, presente un informe a finales de 2007. Se ha designado un emplazamiento para la National Gallery en la antigua estación de autobuses de Weighbridge, en St Helier, financiado por el desarrollo del frente marítimo.

### Música y Danza
La música folclórica tradicional de Jersey era común en las zonas rurales hasta mediados del siglo XX. No puede separarse de las tradiciones musicales de la Europa continental, y la mayoría de las canciones y melodías que se han documentado tienen paralelismos o variantes cercanas, sobre todo en Francia. La mayoría de las canciones tradicionales que se conservan son en francés, con una minoría en jerseyés. La mayoría de las canciones en jerseyés son piezas compuestas de los siglos XIX y XX, y no de origen folclórico. Las investigaciones llevadas a cabo en el siglo XX también revelaron la existencia de canciones folclóricas en inglés (por ejemplo, "The Greenland Whale Fishery", "Died for Love".) Sólo se cree que una canción folclórica es de procedencia específicamente jerseyense, sin variantes recogidas en otros lugares: "La Chanson de Peirson".

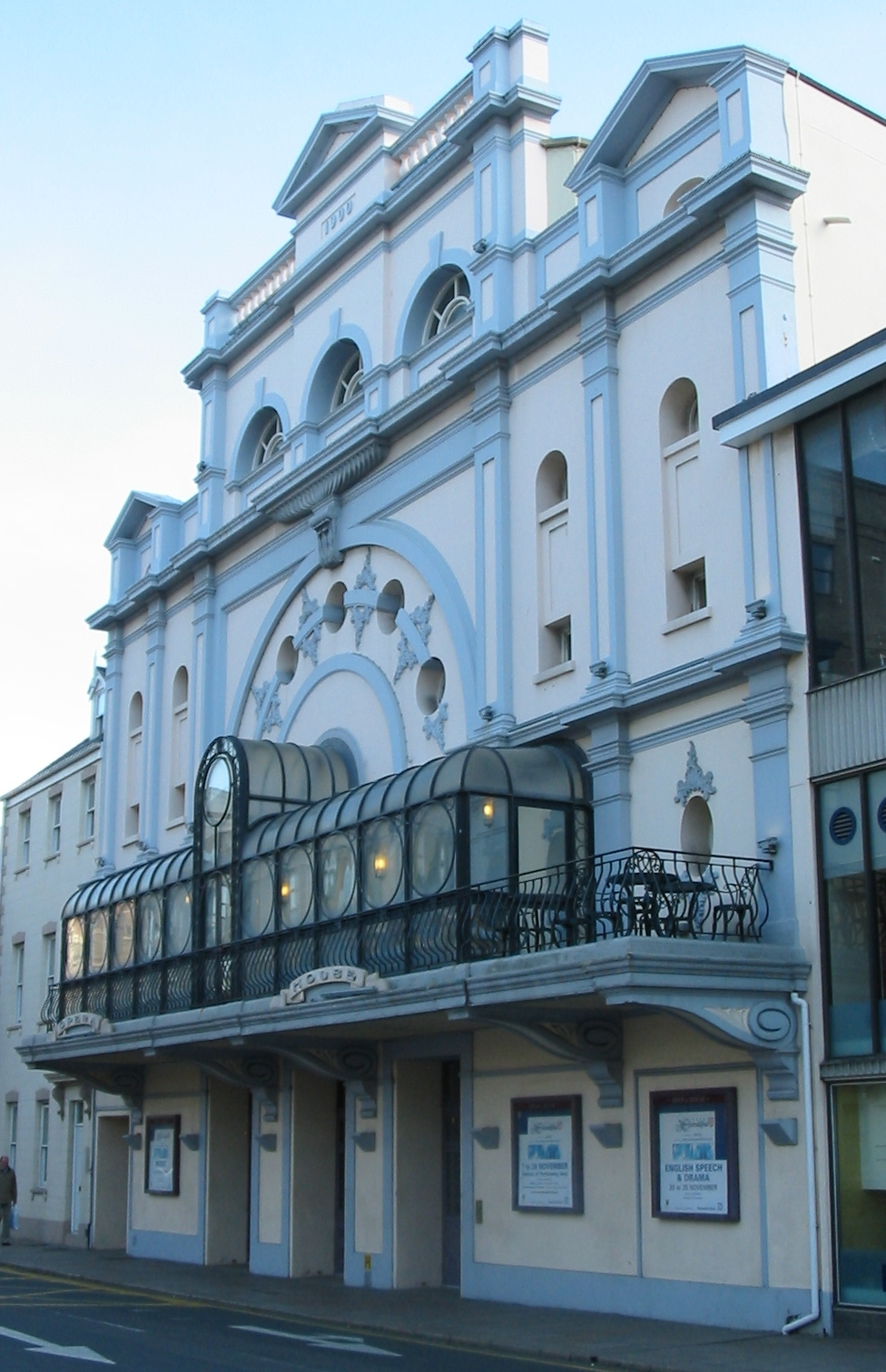
Teatro de la ópera de Jersey

Se conserva muy poco de una tradición musical o de danza autóctona. Testimonios escritos del siglo XX (Frank Le Maistre; George F. Le Feuvre) señalan la práctica de formas de danza arcaicas como la "ronde" o danza en ronda, danzas del siglo XVIII como el cotillón y formas del siglo XIX como la polca, la schottische y la quadrille. Bailes como el "Gigoton" y "La Bébée" son formas de polca. 
El violín, la chifournie (zanfona) y, más tarde, el acordeón eran instrumentos tradicionales de los sonneurs (bailes campestres). La decadencia de estos bailes se ha atribuido a menudo a la influencia del cristianismo no conformista, que desalentaba estas frivolidades culturales o, al menos, daba tan poco valor a estas actividades que se consideraba que no merecía la pena grabarlas. Es más probable que, como en muchas otras partes de Europa, fueran víctimas de los cambios de la moda y de una evolución cultural que se alejaba de la sociedad regional tradicional para acercarse a la modernidad anglosajona.
También hay mucho talento musical en la comunidad más joven de Jersey. Los géneros dominantes son el indie, el punk y el metal. El principal evento en el que participan estas bandas es una Batalla de Bandas cada verano, cuyos ganadores más recientes han sido No Star Hotel. Las bandas suelen tener problemas para dar a conocer su música debido al aislamiento de la isla. Sin embargo, la cantante pop Nerina Pallot ha cosechado éxitos internacionales.
Entre los eventos musicales destaca el Liberation Jersey Music Festival.

### Gastronomía
El marisco ha sido tradicionalmente importante en la cocina de Jersey: mejillones (llamados moules en la isla), ostras, langosta y cangrejos -especialmente centollos-, ormers y congrios.
La leche de Jersey es muy rica, por lo que la nata y la mantequilla han desempeñado un papel importante en la cocina insular. Las patatas Jersey Royal son la variedad local de patata nueva, y la isla es famosa por su cosecha temprana de Chats (papas pequeñas) de los côtils (campos de pendiente pronunciada) orientados al sur. 
Originalmente se cultivaban utilizando vraic como fertilizante natural, lo que les confería un sabor propio; sólo una pequeña parte de las que se cultivan en la isla siguen utilizando este método. Se comen de diversas formas, a menudo simplemente hervidas y servidas con mantequilla o, cuando no están tan frescas, fritas en mantequilla.

Las manzanas fueron históricamente un cultivo importante. Los bourdélots son albóndigas de manzana, pero la especialidad más típica es la mantequilla negra (lé nièr beurre), una pasta oscura y especiada preparada con manzanas, sidra y especias. 

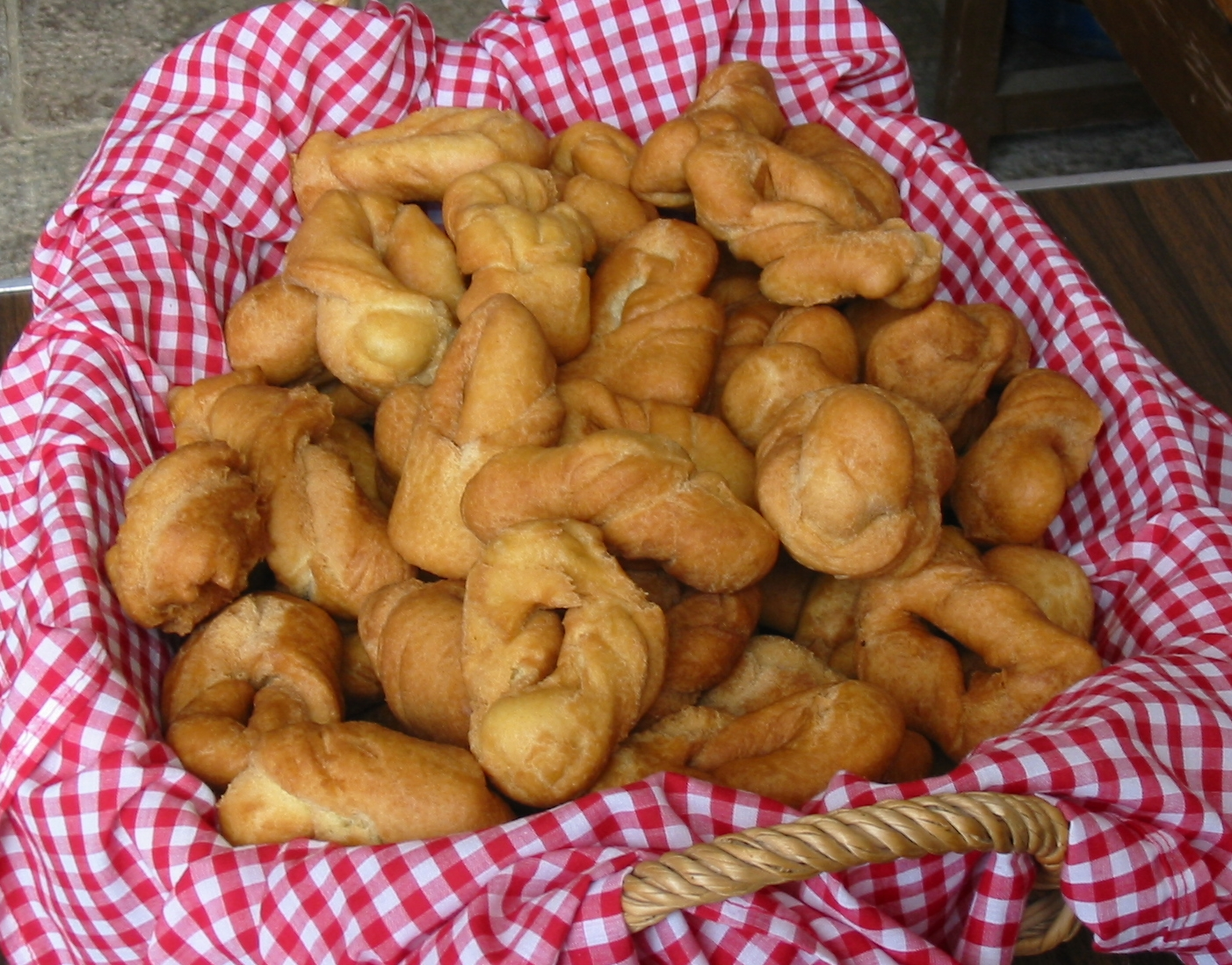
Las maravillas de Jersey localmente conocidas como mèrvelles o Jersey wonders

La sidra solía ser un importante producto de exportación. Tras su declive y casi desaparición a finales del siglo XX, se está incrementando y promoviendo la producción de manzanas. Además de sidra, se produce aguardiente de manzana. Otra producción de bebidas alcohólicas incluye el vino, y en 2013 se comercializaron los primeros vodkas comerciales elaborados con patatas Jersey Royal.
Otros platos tradicionales son el pan de col, las maravillas de Jersey (les mèrvelles), las fliottes, la sopa de alubias (les pais au fou), la sopa de ortigas (ortchie) y los bollos vraic.

### Televisión y radio
La BBC Radio de Jersey ofrece un servicio de radio y el Canal Spotlight proporciona un servicio de noticias por televisión, compartiendo la sede de Jersey con Guernsey.
El canal CTV (Channel Television) es una franquicia de ITV Channel, siendo un canal regional compartido con el Bailiazgo de Guernsey, pero con su sede en Jersey.
Por su parte, el Canal 103 es una estación de radio comercial.

### Prensa
El único periódico de Jersey es el Jersey Evening Post, que afirma que tiene un promedio de lectores del 73% de los adultos en Jersey y que en el transcurso de una semana el 93 por ciento de todos los adultos suelen leer una copia del periódico, el cual es una de las principales fuentes impresas de las noticias locales y anuncios oficiales. El periódico cuenta con una columna semanal en jerseyés acompañado en inglés para los que lo prefieran.

### Cine
En 1909, T. J. Occidental estableció el primer cine en el Royal Hall de St. Helier, que pasó a ser conocido como Cine del Oeste en 1923 (y que más tarde fue demolido en 1977). La primera película con sonido que se inauguró en Jersey se titulaba La coartada perfecta, y se estrenó el 30 de diciembre de 1929 en el Picture House en St. Helier. La Sociedad de cine de Jersey fue fundada el 11 de diciembre de 1947 en el Café Bleu, Cine del Oeste. Art Deco, y el gran Foro del Cine fue inaugurado en 1935 - el cual durante la ocupación alemana de Jersey fue utilizado para las películas de propaganda. El Odeon Cinema (actualmente Foro de la Nueva) se abrió 2 de junio de 1952.
Desde 1997, Kevin Lewis (antes del Centro de Cine y ahora del Foro de la Nueva), ha organizado el Festival de Cine de Jersey, un evento de calidad que muestra las últimas películas de formas clásicas y también al aire libre en una gran pantalla. El festival de 2006 se celebró en el Parque de Howard Davis, Saint Saviour, del 12 al 18 de agosto de 2006. En 2008, el festival de cine no se celebró.
En diciembre de 2002, Cines Cineworld abrió una pantalla de 10 múltiplex a orillas del río en el centro de St. Helier.

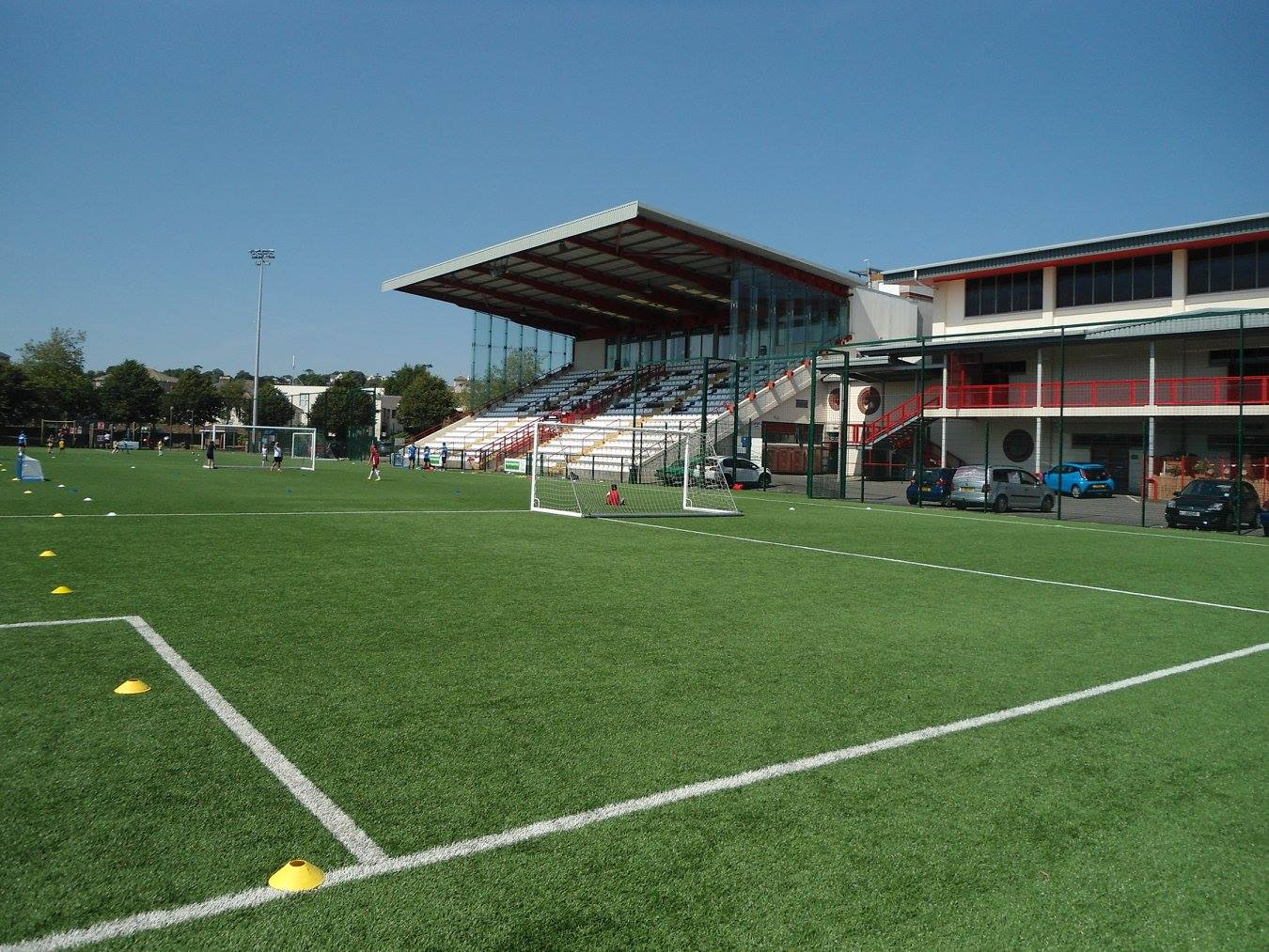
El estadio Springfield en Jersey

En agosto de 2006, se revelaron los planes para convertir el antiguo edificio de Odeon en unos grandes almacenes, manteniendo al mismo tiempo la arquitectura histórica.

## Deporte
En su propio derecho, Jersey participa en los Juegos de la Mancomunidad y en los juegos bianuales de las Islas, en los que quedó en primer lugar en 1997, 2001, 2007 y 2015.
En eventos deportivos en los que Jersey no tiene representación internacional, cuando las naciones británicas compiten por separado, los isleños que tienen alta habilidad atlética pueden optar por competir con alguna de las otras naciones; sin embargo, hay restricciones para representar posteriormente a otra nación.

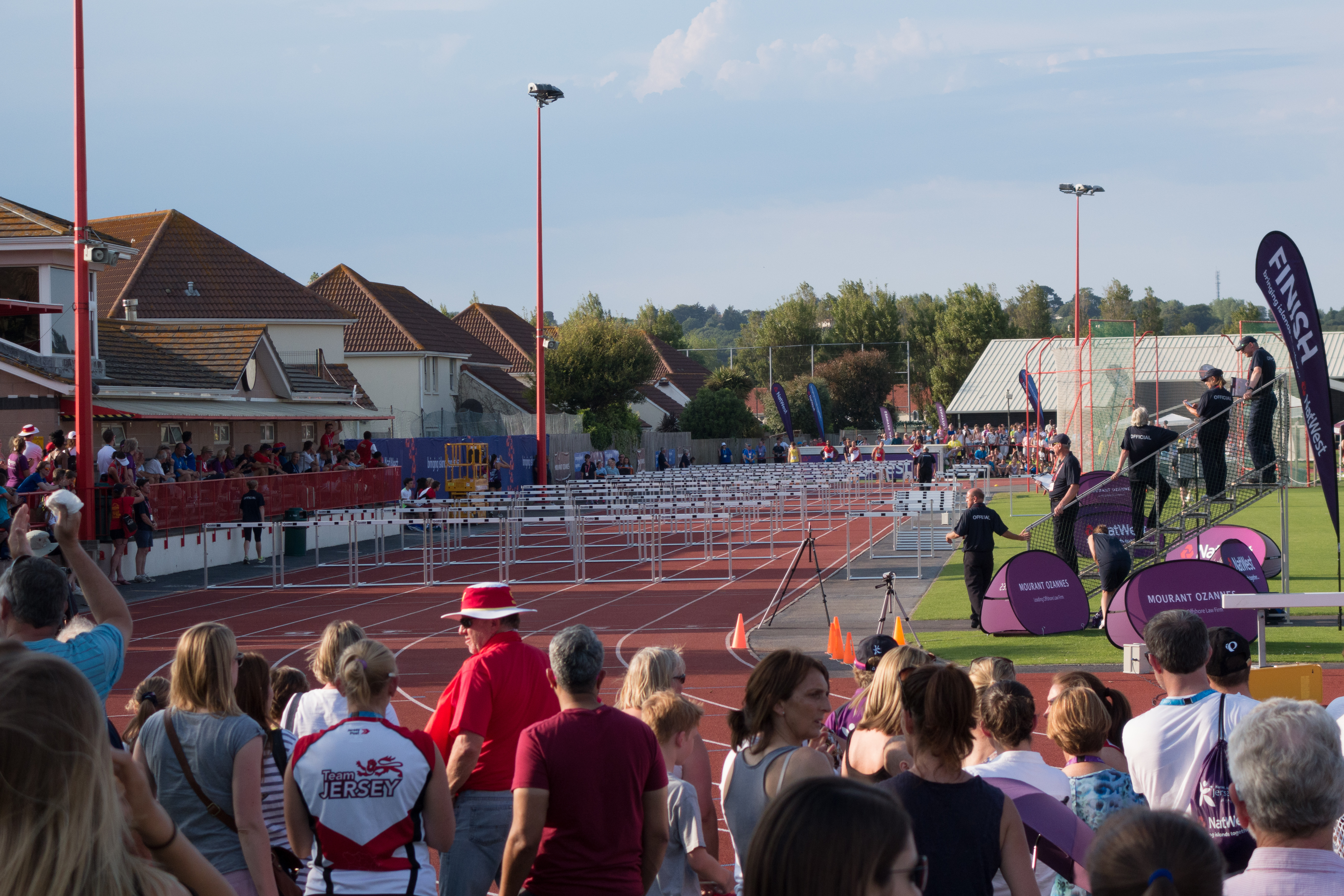
Final masculina de 110 metros vallas en los Juegos Insulares de 2015 en Jersey

Jersey es un miembro afiliado del Consejo Internacional de Cricket (ICC). El equipo de cricket de Jersey juega en el partido Interinsular, contra otros equipos. El equipo de cricket compitió en la División 4, celebrada en Tanzania en octubre de 2008; en ella terminaron como finalistas y por tanto se promovió en el mundo la División 5, celebrada en Jersey. También compitieron en la División 2, celebrada en Guernsey durante el mes de agosto de 2008. Los equipos jóvenes de cricket han promovido jugar en la División 1, junto con Irlanda, Escocia, Dinamarca, los Países Bajos y Guernsey. En dos torneos de este nivel, Jersey llegó a terminar 6.º.
Para las carreras de caballos, disponen del hipódromo de las Landas, que se encuentra en las Landas en St. Ouen, junto a las ruinas del Castillo de Grosnez.
La Asociación de Fútbol de Jersey supervisa el fútbol en la isla, participando en la Copa Muratti desde 1905.
Jersey cuenta con dos piscinas cubiertas públicas, y también se practican natación en el mar, surf, windsurf y otros deportes marinos. El Club de Natación de Jersey ha organizado un baño en el Elizabeth Castle del puerto de Saint Helier durante más de 50 años. Una vuelta a nado a la isla es un reto importante que tan solo un selecto número de nadadores han logrado. El Real Club Náutico Canal de la Isla tiene su sede en Jersey.

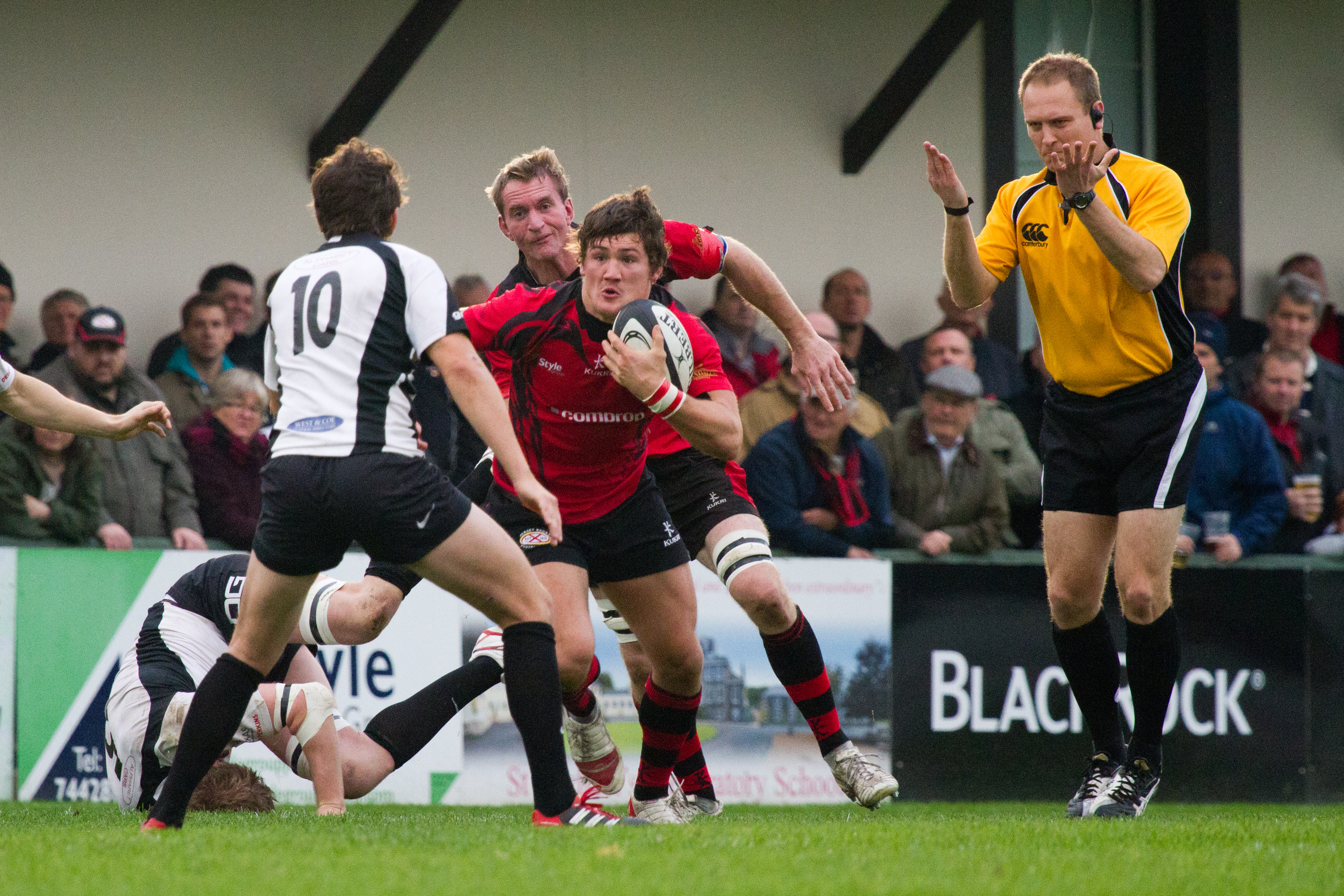
Partido de Rubgy en Jersey

Además, la isla participó en el Campeonato Mundial de tenis de mesa de 1955, la Copa Swaythling, perdiendo 5 a 0 ante Brasil.
También hay una instalación para deportes extremos y algunas instalaciones deportivas para los jóvenes. Los acantilados costeros ofrecen oportunidades para practicar la escalada.
También participaron en las Olimpiadas de ajedrez del año 2018, realizadas en Batumi.
En la temporada 2022-23 de la RFU Championship, el Jersey Reds consiguió el campeonato siendo su mayor logro, aunque a la temporada siguiente el equipo desaparecería por problemas económicos.
Actualmente en la isla sigue existiendo el Jersey RFC, equipo de rugby amateur el cual era propietario del equipo profesional.
El Club de Triatlón de Jersey es uno de los más antiguos del Reino Unido (1985). Con bahías protegidas, mar azul claro y costas de arena dorada, es un lugar idílico para la práctica del triatlón. Entre sus miembros hay desde principiantes hasta atletas de los Juegos de la Commonwealth. El club, afiliado al British Triathlon, organiza un completo calendario de carreras de triatlón y, en invierno, de duatlón.

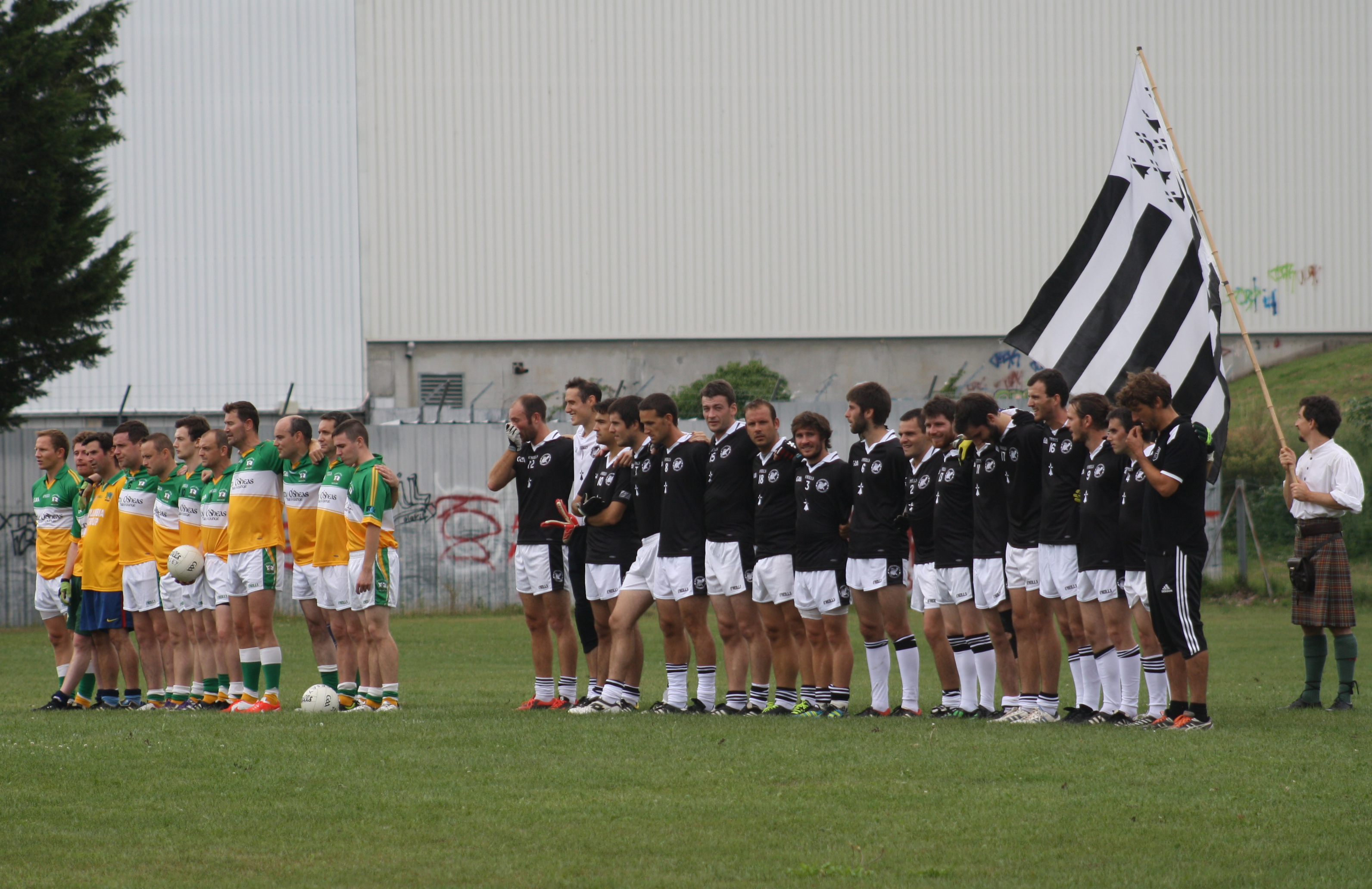
Partido de Fútbol gaélico entre las selecciones de Jersey y Bretaña (Región de Francia)

El club cuenta con una exitosa sección júnior (Aztec Jersey Tristars) que cuenta con más de 100 atletas de entre 6 y 16 años. En 2015 se permitió a Jersey inscribir atletas Tristars en los Campeonatos Interregionales de Triatlón Británico por primera vez como una "región" separada (sin ser una región oficial del Triatlón Británico), ya que los atletas no eran elegibles para la selección de la región Sur Central, que es la región a la que pertenece Jersey. En 2018, Jersey terminó 2.ª en la general en los Campeonatos Interregionales Tristars en Mallory Park en Leicester, por detrás de Escocia y por encima de todas las regiones inglesas más grandes.
En los Juegos de la Commonwealth de Glasgow de 2014, el triatleta profesional de Jersey Daniel Halksworth se dio a conocer al separarse del pelotón perseguidor y completar la sección ciclista en una clara tercera posición por detrás de los medallistas olímpicos Alastair y Jonny Brownlee, llegando a meta en 17.ª posición. Halksworth es el triatleta más conocido de Jersey, que se hizo profesional después de representar a Jersey en los Juegos Insulares de Rodas 2007. Los aspectos más destacados de su carrera profesional incluyen victorias en Ironman UK en 2012 y 2013, dos veces clasificado para los Campeonatos del Mundo Ironman de Hawái (Kona) y una victoria dominante en los Juegos de su isla natal en 2015.

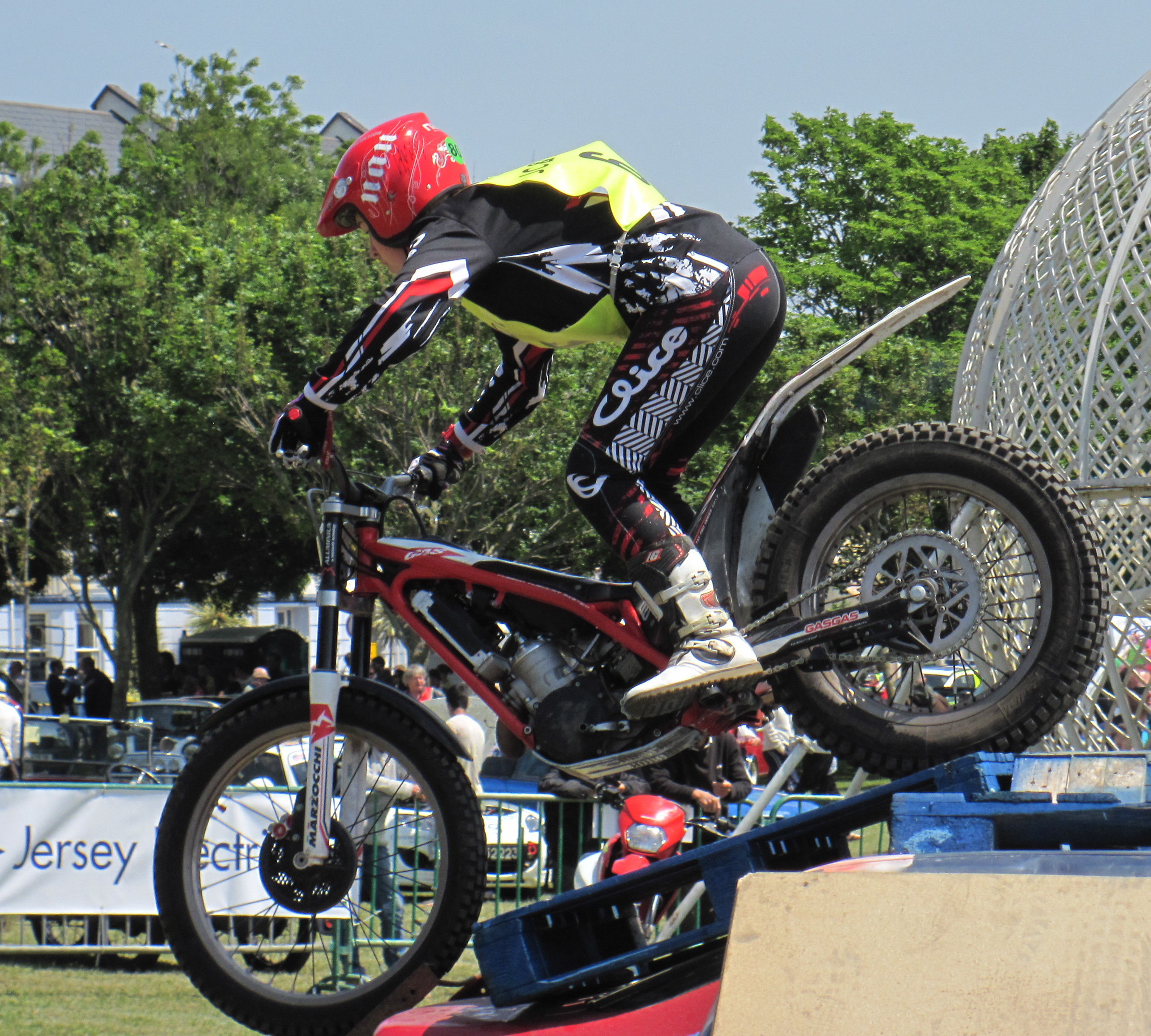
Festival Internacional del Motor de Jersey

Ollie Turner representó a Jersey en triatlón en los Juegos de la Commonwealth de Gold Coast, finalizando en 26.ª posición, y en los Juegos de 2022 en Birmingham, donde terminó en 15.ª posición. Ollie fue incluido en la lista de triatletas profesionales de la Super League Triathlon al haberse clasificado para un 'Golden Ticket' en la Super League Triathlon Jersey 2018.
En los Juegos Juveniles de la Commonwealth 2023 en Trinidad y Tobago, Luke Holmes y Siena Stephens se convirtieron en los primeros triatletas de Jersey en ser incluidos en el equipo de Jersey en unos Juegos Juveniles. Holmes ganó la medalla de oro en la prueba individual, Stephens terminó quinta y la pareja se combinó en el relevo mixto por equipos para traer a casa una medalla de bronce para Jersey.  La medalla de oro de Holmes fue la segunda de Jersey, tras la de Daniel Halksworth en natación 19 años antes.